# Erdély

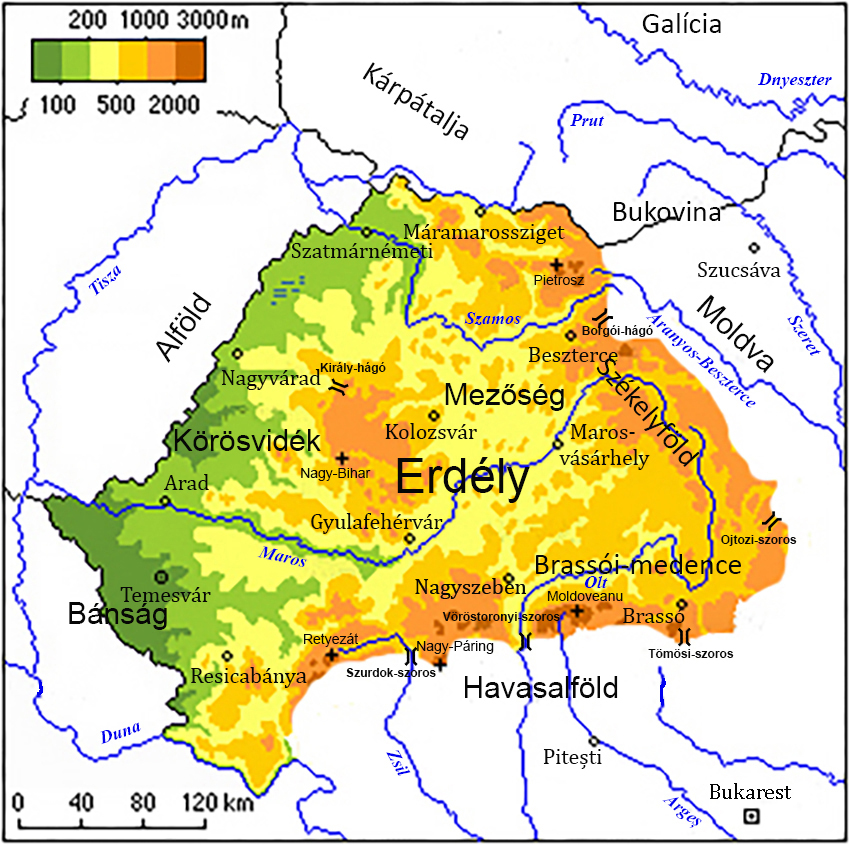
A tág értelemben vett, a Partiummal és a Kelet-Bánsággal kiegészült Erdély hegy- és vízrajzi térképe

Erdély (románul Transilvania vagy Ardeal, németül Siebenbürgen vagy Transsilvanien, latinul Transsilvania vagy Transsylvania, erdélyi szász nyelven Siweberjen, törökül Erdelistan) földrajzi-történeti-politikai alakulat Közép-Európában, a Kárpát-medence keleti részén, a mai Románia területén. Ma már csak történelmi hagyományai, sajátos kultúrája és a regionális identitás miatt tekinthető önállónak.
Tágabb értelemben az Erdély vagy jelenkori Erdély elnevezés alatt ma többnyire Románia egész nyugati részét értjük, de nem mint egységes tartományt, hanem csak mint 16 megye összességét. Ez a terület magában foglalja Belső-Erdélyt, a Partiumot és a Bánság keleti nagyobb részét. E két utóbbi térség együtt Külső-Erdélynek is nevezhető.
Szűkebb értelemben Erdély, a történelmi Erdély vagy Belső-Erdély ennek a nagyobb területnek a középső-keleti („Király-hágón túli”) részét jelenti, amely az egykori Magyar Királyságon belül bizonyos önállósággal rendelkezett (lásd Erdélyi Vajdaság). Belső-Erdély keleti felén található a Székelyföld történelmi tájegysége. Itt a legnagyobb ma a magyarok aránya Románián belül. Hivatalos nyelv a román.
Erdély a középkorban a Magyar Királysághoz tartozott, majd a 16. század második felétől közel másfél évszázadig Erdélyi Fejedelemség néven a saját fejedelmei gyakorlatilag önálló államként kormányozták, egy laza török vazallusi függőség alatt. A 17. század végétől a Habsburg Birodalom tartománya volt, nagyfokú autonómiát élvezve. 1867-től több mint fél évszázadig az Osztrák–Magyar Monarchián belül, tartományi önállóságát elveszítve, újra Magyarország szerves részét képezte, majd 1920-tól Románia része.

## Nevének eredete
Az Erdély szó az erdő főnév és a régi magyar elü ~ elv ~ eli ~ elve, azaz „valamin túl fekvő rész” összetétele, jelentése tehát: ’az erdőn túl’. Az elnevezés az Alföld felől értendő, és az onnan nézve az Erdélyi-szigethegység korabeli sűrű erdeinek a másik oldalán fekvő területeket jelölte. Hasonló módon – az Alföld felől nézve – kapta nevét a Dunántúl (latinul: Transdanubia), és a Tiszántúl (latinul: Transtisza) is, valamint Szlavónia amit a magyar okleveles gyakorlat az egész középkorban mint drávántúli (ultradrawanus) területet emlegetett.
A római korban területén szervezték meg a rövid életű (kb. 165 éves) Dacia provinciát, de azzal csak részleges területi átfedések voltak (nagyobb kiterjedésű volt), ezért Dacia provincia nem tekinthető Erdély területi előzményének. Dacia provincia pusztulása után, 271-től a Dunától délre szervezték azt újra, Dacia Ripensis néven, ezzel pedig a későbbi Erdély területével való részleges átfedés is megszűnt. A Dacia név ettől kezdve évszázadokon keresztül nem szerepelt sem Erdély térségére, sem annak bármely részére vonatkozóan. A Dacia elnevezést a 15. századi humanista történetírás támasztotta fel újra. A népvándorlás századaiból egyetlen adat sincs arra vonatkozóan, hogy a későbbi Erdély bármiféle földrajzi névvel rendelkezett volna, ezért arra következtethetünk, hogy a magyarok megérkezése előtt ilyen nem létezett.
Szent István uralkodása idején az Erdély elnevezés még nem létezett, a korabeli dokumentumok Fekete-Magyarország néven hivatkoznak a területre. A fekete szó ebben az esetben a keleti égtájat jelöli. Az egyik ilyen dokumentum Querfurti Brúnó 1008-ban keletkezett levele, melyben beszámol a keleti-magyarok (ungrok) megkeresztelkedéséről: „hallám a fekete Ungrokról, hogy azokhoz már Szent Péter követsége, amely hiába soha nem jár, érkezett, s hogy mindnyájan kereszténnyé lettek”. A másik forrás Adémar de Chabannes-től származik, aki a következőket írta: „István, Magyarország királya, haddal támadván meg Fekete-Magyarországot, azt mind erőszakkal és félelemmel, mind jó szerrel is a hit igazságára térítette”. Brúnó és Adémár levelei is megkülönböztetik egymástól István nyugati királyságát, és Fekete-Magyarországot, azaz a későbbi Erdélyt.
Erdélyre mint „erdőntúli földekre” először a latin nyelven írt középkori magyar állami oklevelek kezdtek el hivatkozni. Az első ilyen, egy I. Géza által 1075-ben kibocsátott adománylevél, amiben Torda vára „erdőn túl fekvő”-ként (terra ultra silvam) jelenik meg, A következő évszázadokban az e szemléleten alapuló elnevezés élt tovább, mindössze nyelvtani változások történtek. Kezdetben a latin főnév többesszámba került: 1177-ben két oklevélben is „erdőkön túl” (ultra silvas) alakkal találkozunk. Egy 1185–95. évi irat „a király erdőkön túli jövevényeiről” („hospites regis de ultra silvas”) szól. A kisebbik István-legendában „erdőntúli Fehérvár”-ról („Alba Transsilvana”) egy 1111. évi oklevélben „erdőntúli” (Ultrasiluanus) püspökről és főemberről esik szó. Ugyanezen században kezdtek a területre „erdőntúli részek” (Partes Transsylvana) módon hivatkozni. Ez a fajta elnevezés a 15. századig fennmaradt: 1206: ultra silvas ~ ultra sylvas; 1208: Transylvanus; 1210: ultra silvas ~ terra Ultrasilvana ~ Ultrasilvanus; 1222–1243–1247–1263–1309: ultra silvas. A térség később főnevesült, -ia képzővel ellátott Transsilvania névalakja még nem létezett, annak első megjelenése csak 1462-től adatolható.
A latin „ultra silva” helyett a magyar köznyelvben az „Erdőelve” kifejezést használták. Fontos megjegyezni, hogy a középkori latinnal írt magyar szavak átírására kétféle szabály létezik, ezért azok írásmódja gyakran eltérhet. A magyar népi elnevezést először Anonymus 12. századi gesztája, a Gesta Hungarorum jegyezte fel, amely „Erdeuelu”-ként (más átíratban Erdevelu) hivatkozik a területre. Ezt követően számos elbeszélő forrásban fordul elő Erdély magyar neve. Kézai Simonnál a terület elnevezése Anonymus mintáját követi: Erdeuelu~Erdevelu. E név formák egy erdő+el(ü) (erdőn túl) összetételre mennek vissza. Azt, hogy a magyar nyelv más esetekben is használta az el(ü) névutót, számos más példa is bizonyítja. Havasalföld (latinul: Transalpina) hagyományos magyar elnevezése Havaselve~Havas-elv-föld a Déli-Kárpátok havasain túli terület jelentette. Az „elv-földből” a magyar népetimológia csinált „alföldet”. Létezik egy Hídelve, azaz „hídon túli terület”, mely Kolozsvár egy történelmi városrésze. Mádéfalva település egy részének Patakelve a neve. Létezett gyepűelve (ultra indagines), mely a gyepűrendszeren túli, megműveletlen és lakatlan területeket jelentette. Egy 1285-ből származó oklevélben „tiszaeli” (azaz tiszántúli) részekként hivatkoznak a Nyírségre (ultra partem de Tyzael). Egyes elméletek szerint az elv szóból képződött a székelyek neve is. Eszerint a székely („szék-elv”) szó ugyanúgy alakult ki, ahogyan az Erdély, de utóbbi jelentése „széken túli”, azaz az erdélyi székeken túl élő népességet jelölte. Az elve mint „valamin túl” jelentésű szó többször is szerepel az egyik legkorábbi magyar bibliafordításban, a Mücheni kódexben is: „és jutának Judeának vidékébe Jordán elvé” („a Jordánon túl”); „és mikor juttak volna ő tanejtványi tenger elve” („tengeren túl”); „kimene Czedronnak áradatja elvé” („a Kidron patakon túl”).
Mivel a latin névváltozat korábban fordul elő az írott forrásokban mint a magyar, ezért a román történészek és nyelvészek részéről két alternatív elmélet is napvilágott látott. Az egyik ilyen, hogy a latin név időben előbb keletkezett, és a magyar Erdély szó, a latin elnevezés tükörfordítása lenne. Ez könnyedén cáfolható, hiszen számos más példa is bizonyítja ezt a fajta korabeli magyar névadási szokást. Ezek között szabályszerűség figyelhető meg, amibe Erdély latin és magyar elnevezése is tökéletesen illeszkedik: Erdő-elve → Erdély; Szék-elve → Székely; Hídelve; Jordán-elve; tenger-elve; Czedronnak áradatja elve; Dunántúl → Transdanubia; Tisztántúl ~ Tiszael → Transtisza; Dráván túli → Ultradrawanus, Havaselve → Transalpina ~ „ultra montes nivium”, Gyepűelve → ultra indagines. Kijelenthető tehát, hogy valójában a latin elnevezés tekinthető a magyar név fordításának. A másik ilyen alternatív elmélet szerint, a terület latin elnevezése a helyi újlatin nyelvet beszélő román népességtől származik. Valójában a korabeli iratokban szereplő latin nyelvű névváltozatok középkori latin nyelven születtek, nem pedig középkori románon. Bár a román nyelv is latin eredetű, de a középkorra annyira eltávolodott a latintól, hogy lehetetlen összetéveszteni őket, így minden szóról teljes pontossággal megállapítható, hogy az a középkori latin vagy a román nyelvből származik-e. További ellenérv, hogy a középkori latin a magyar állam- és egyházszervezet hivatalos nyelve volt egészen 1844-ig, de akkoriban már holt nyelv volt, és csak írásban használták. A szó nem származhatott olyan helyi népességtől, amelyik élőnyelvként beszélte volna. Azokban az országokban, ahol a lakosság valamilyen latin nyelvet beszélt anyanyelveként, már nem az egyház és államigazgatás által használt irodalmi latint beszélték, hanem annak vulgáris (népies, leromlott) helyi változatát, melyeket a mai újlatin nyelvek (portugál, spanyol, francia, olasz, román, dalmát†) legkorábbi változatainak tartanak. Azt, hogy a román nyelvbe a magyarból került át a Transilvania alak bizonyítja az is, hogy a román nyelvben az erdőre a pădure szó terjedt el, nem pedig a silvă. Ha a Transilvania kifejezés a román nyelvből került volna a magyar közigazgatásba, akkor a románság ma is a silvă szót használná arra, hogy ’erdő’.
Erdély másik román neve, az Ardeal, szintén a magyar elnevezésből származik, habár számos másik nyelvvel és néppel próbálták már kapcsolatba hozni. Ezeket az alternatív elméleteket Nicolae Drăganu a Toponimie şi istorie (Toponímia és történelem) című munkájában részletesen megcáfolta, és levezette hogy hogyan alakult ki a magyar Erdély szóból, a román Ardeal. Művének rövidített kivonata magyar nyelven is megjelent Marţian román nyelvű röpiratai „Erdély” nevének eredetéről címen. A román névváltozatot először 1432-ben jegyezték fel, rögtön háromféle írásmódban: Erŭdelŭ, Ierŭdel és Ardelĭu. A középkori szláv-román kancelláriákból az időben későbbi, átmeneti névváltozatok is ismertek: 1460-1472-1478-1479-1480-1498-1507-1588: erdelska, ardelska, ardelski, erdelski. Példák hasonló E>A hangmegfelelésekre: Erdőd → Ardud, Egres (város) → Agruș; Egyed → Adjud; Esküllő → Așchileu; Erdőfalva → Ardeova, Enyed → Aiud)
A magyar elnevezést németre is lefordították: az „Überwald” (über Walt) kifejezés számos 13. és 14. századi dokumentumban olvasható, jelentése pedig szintén ’erdőn túl’. A németek saját elnevezéssel Siebenbürgen-nek (hét városnak~hét várnak) nevezték a területet. Ez a szó Szebenvár korai német nevéből, Cibinburg~Cibinsberg származik. A Cibinburg~Cibinsberg szóból a népetimológia csinált Siebenbürgen-t azzal, hogy a hét erdélyi várossal hozták összefüggésbe. A hét város: Nagyszeben, Brassó, Beszterce, Segesvár, Szászsebes, Szászváros és Kolozsvár. A Siebenbürgen kifejezést latinra is lefordították, így alakult ki a 13. századi forrásokban szereplő Septem Castra (hét vár) elnevezés is.
Erdély neve idegen nyelveken: török: Erdel, lengyel: Siedmiogród, cseh: Sedmihradsko, szlovák: Sedmohradsko, ukrán: Трансильванія (Transyl’vanija), szerb: Трансилванија (Transilvanija), horvát: Transilvanija, szlovén: Transilvanija ~ Sedmograška ~ Erdeljsko.

## Földrajz

### Főbb tájegységek

#### A történelmi Erdély
A történelmi Erdély egy 300-480 méterrel a tengerszint felett levő fennsíkot, az úgynevezett Erdélyi-medencét foglalja magában a körülötte emelkedő hegyvonulatokkal. Területe 57 000 km². Határai: délen Havasalföldtől a Déli-Kárpátok, keleten Moldvától és Bukovinától a Keleti-Kárpátok választják el. Északon az Északkeleti-Kárpátok (Máramaros, Gutin-hegység, Szilágyság) határolták, nyugaton az Alfölddel, délnyugaton pedig a Bánsági-hegyvidékkel határos.
Az Erdélyi-medencét többek között a Maros és Szamos folyók szelik át, de innen ered az Olt-folyó is.
A történelmi Erdély fő bejárata nyugat felől a Király-hágó.

#### A jelenkori Erdély
A jelenkori Erdélyt három nagy statisztikai régióra osztják fel:
- Északnyugat-Erdély (Északnyugat-romániai fejlesztési régió)
- Közép- és Kelet-Erdély (Közép-romániai fejlesztési régió)
- Délnyugat-Erdély (Nyugat-romániai fejlesztési régió)

A két utóbbi régió területe Dél-Erdély és Székelyföld régiókra is felosztható. Székelyföld és Északnyugat-Erdély együtt Észak-Erdélyt alkotja. Az Észak-Erdély – Dél-Erdély felosztás a második világháború idején kapott politikai szerepet.
Az erdélyi magyarok manapság gyakran a következő felosztást alkalmazzák:
- Erdély (ezen belül Székelyföld)
- Partium
- Bánság (azaz Kelet-Bánság)

A Partium tájegységet egyes források még négyféle területre osztják, ezeket a Mócvidék, Zaránd, Avas-föld és Szilágyság területekként nevezik meg. Az Avas-vidék Szatmár megyében, az Avas-hegy medencéjében található.
A tágabb értelemben vett Erdély kiterjedése nyugat-kelet irányban 480 km, észak-dél irányban 400 km.

### Domborzat
Legalacsonyabb pontja Orsova mellett van (kb. 65 m tengerszint feletti magasságban), legmagasabb pontja a Moldoveanu-csúcs a Fogarasi-havasokban (Déli-Kárpátok), amely egyben Románia legmagasabb pontja (2544 m). Nyugati részén az Alföld keleti szegélye húzódik.

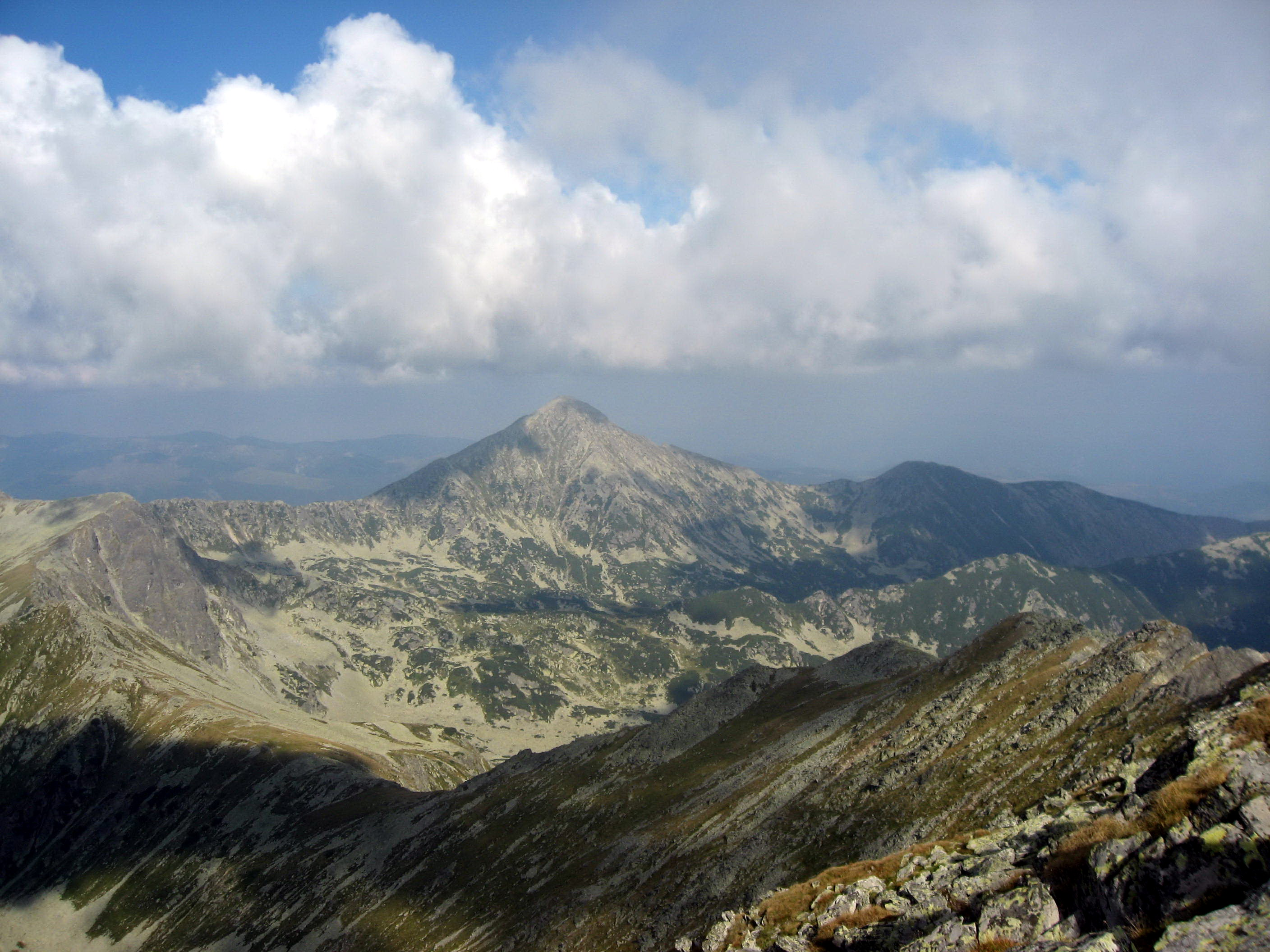
Retyezát

Keletebbre az Erdélyi-szigethegység található, amely a Berettyó völgyétől a Maros völgyéig terjed. Változatos felépítésű hegyek alkotják, legmagasabb (1848 m) és talán legszebb része a mészkőből álló Bihar-hegység.
Az Erdélyi-szigethegységtől keletre az Erdélyi-medence található, amelyet a földtörténeti harmadidőszakban még tenger borított (erre utalnak a gazdag kősó- és földgáztelepek. A süllyedékes tájat a kéregmozgás és az erózió dombsággá alakította. A szélén több kis medence van (például a Fogarasi-medence, Szebeni-medence), belseje két nagyobb tájegységre osztható: a Mezőség és a Küküllőmenti-dombvidék. Az Erdélyi-medencét keleten és délen a Kárpátok vonulata szegélyezi, a félköríves hegyvonulatot két eltérő szakasz, a Keleti- és Déli-Kárpátok alkotja. A Keleti-Kárpátokat négy, földtanilag eltérő vonulat alkotja. Nyugaton (legbelül) vulkanikus hegyek vannak (például a Kelemen-havasok, Görgényi-havasok és a Hargita), amelyek a Kárpátok legfiatalabb hegyei. A második, legidősebb vonulat kristályos kőzetekből áll (például Radnai-havasok (2303 m), Gyergyói-havasok). A két külső vonulatot üledékes kőzetek (mészkő, homokkő) alkotják. Ide tartozik például a Nagy-Hagymás, Csíki-havasok, Háromszéki-havasok, Csukás, Barcasági-hegyek és Bucsecs-hegység. Az egyes vonulatok közt tágas medencék vannak: Gyergyói-medence, Csíki-medence, Brassói-medence. A Déli-Kárpátok a Temes-folyó völgyéig tartanak, főként kristályos kőzetekből álló alpesi jellegű hegyek, formájuk őrzi a legutóbbi jégkorszak nyomait (gleccservölgyek, kárfülkék, glaciális tavak). Ide tartoznak a Fogarasi-havasok, Páreng, Retyezát. Itt található a szénben gazdag Petrozsényi-medence is. A Déli-Kárpátok nyugati folytatása a Bánsági-hegyvidék, amelyet alacsonyabb hegyek (1500 m alatt) alkotnak.

### Éghajlat
A terület kontinentális éghajlatú, de óceáni, és mediterrán hatások is érvényesülnek. Az évi középhőmérséklet a síkságon 9–11 °C, a dombvidékeken 6–9 °C, a magashegységekben 0–2 °C. A csapadék eloszlása is a domborzatnak megfelelően alakul: a hegységekben 700–1200 mm, a dombvidéken és medencékben 500–800 mm, a síkságon 500–600 mm.

#### Időjárási rekordok
Az abszolút maximum hőmérséklet 42 °C körül alakul, több helyen és évben is mértek hasonló értéket. Az Oravicabányán 1938. június 29-én mért 42,0 °C-os érték az eddig mért legmelegebb júniusi hőmérséklet Romániában.
Az abszolút minimum hőmérsékleti rekord -38,5 °C, amelyet 1942. január 25-én Botfaluban mértek, ez egyúttal a Románia területén feljegyzett legalacsonyabb hőmérséklet.
A havi legnagyobb csapadékösszeg 588,4 mm, amelyet 2011 júniusban mértek a Bilea-tónál. A 24 órás legnagyobb csapadékösszeg 181,6 mm, amelyet 2021. május 18-án mértek Biharfüreden. A hóréteg maximális vastagsága 390 cm, amelyet 1945. március 19-én mértek az Omu-csúcsnál.

### Vízrajz

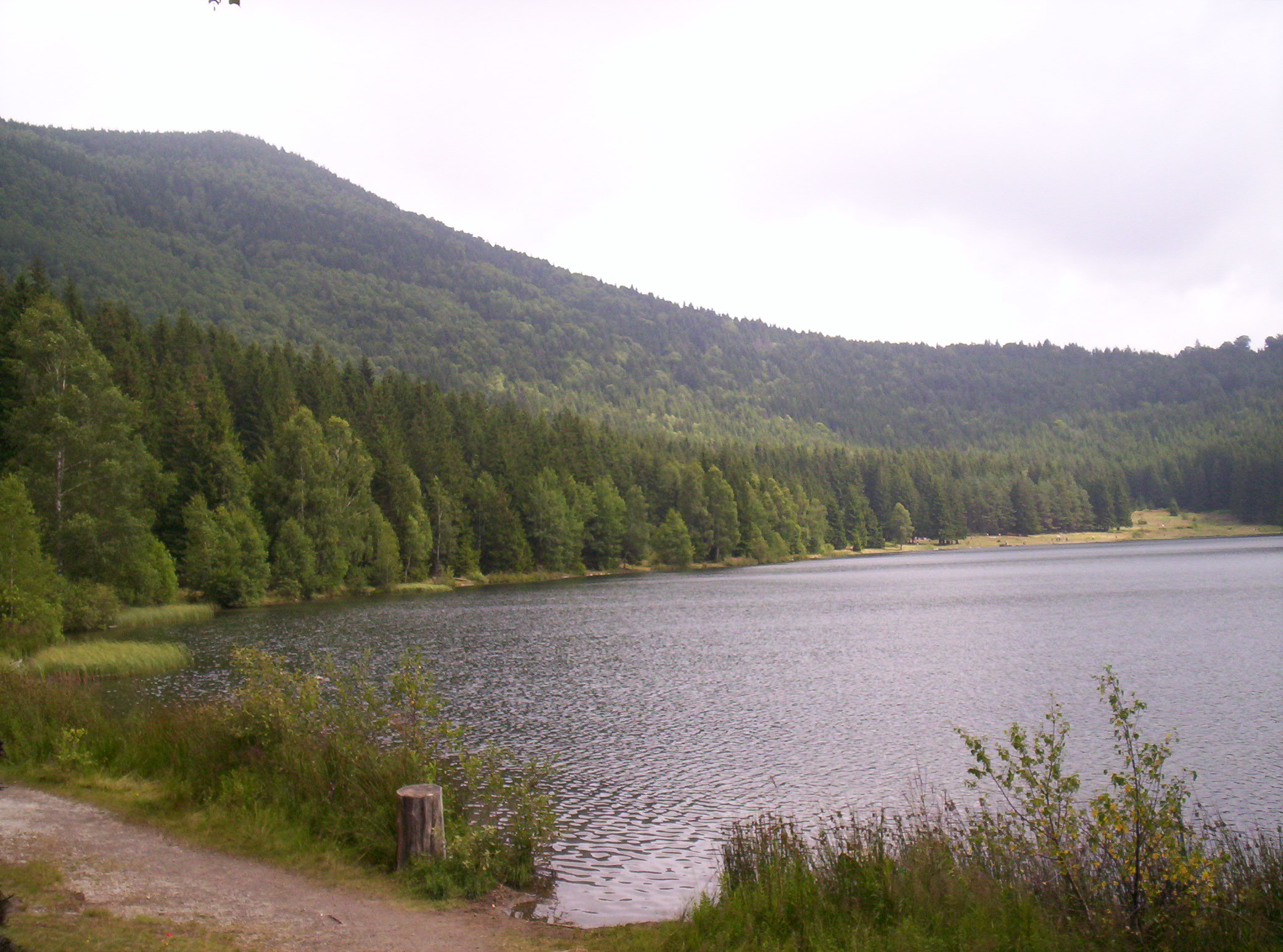
Szent Anna-tó

Erdély teljes területe a Duna vízgyűjtő területéhez tartozik, bár a folyók többsége a Tisza közvetítésével jut a Dunába. A Tisza északon, a Duna délen határfolyó. Legfontosabb folyója a Maros, amely északkelet-délnyugat irányban kettészeli az Erdélyi-medencét. Északon a Szamos, délkeleten az Olt, délnyugaton a Béga és a Temes, nyugaton a Körösök a legfontosabb folyók. Sok moldvai és havasalföldi folyó is Erdélyből ered (például: Aranyos-Beszterce, Tatros, Bodza, Prahova, Zsíl). Erdélyben nincsenek nagyobb területű tavak, de turisztikai szempontból jelentős a Gyilkos-tó, Szent Anna-tó, Medve-tó.
Lásd még: Erdély folyói, Erdély folyóinak listája

### Növény- és állatvilág

#### Növényvilága
Erdély növényvilágát az erdők jellemezték. Hajdan a nyugati határvidék területét is kiterjedt ligetes tölgyesek, mocsári tölgyerdők borították, ezért Erdőhát volt a neve.
Ahogy közeledünk a dombokhoz és hegyekhez, megkezdődik a zárt tölgyesek övezete. Itt elsősorban a kocsányos tölgy az uralkodó, de honos a cser és a magyartölgy is. A hegyekben a kocsánytalan tölgyfajok veszik át a főszerepet.
Égtájak és helyi domborzati viszonyok szerint a tölgyeseket a bükkösök váltják fel, melynek vezérfaja a bükk.
Az igazi fenyves öv a lucfenyő hazája. A lucfenyő 1800 méterig, sőt eltörpülve magasabbra is felhatol.
A havasi övben 2000 m körül a terjedelmes törpefenyvesek, borókások alkotnak áthatolhatatlan sűrűséget. Ezen túl már csak a mohák, zuzmók világa, s végül a csupasz sziklák tömbjei következnek.
Különleges sztyepp jellegű növényzete van az erdélyi Mezőségnek, és sok ritka növény található a magashegységi lápokban.
Románia szigorúan védett „nemzeti parkja” a Retyezát északi oldalán van.

#### Állatvilága
Az állatvilág legértékesebb tagjai erdős környezetben élnek. A sík vidéken gyakori a tenyésztett apróvad, a nyúl, fácán, fogoly, őz, dámvad és vaddisznó. Ezzel szemben a magas hegyvidék nagyvad-állományában ma is akad a szarvason kívül medve, farkas, és hiúz is. A hiúz védett állat. A Kárpátok legmagasabban élő nemes vadja a zerge.
A madárvilág legértékesebb fajai közül több sasféle is él itt, jellegzetes madarak még a siketfajd és császármadár, melyek jelenleg is vadászhatóak. Rokonuk, a nyírfajd azonban a közelmúltban erősen megritkult, ma már csak a Keleti-Kárpátok magasabb hegyvidékein fordul elő. Szigorúan védett madár.
A halak közül a nagyobb folyóvizekben és tavakban a legjelentősebb halfélék a harcsa, a csuka-, illetve a pontyfélék, de az erdélyi folyókban megtalálható a menyhal is. A magashegységi, gyors folyású patakvizek pisztrángja a sporthorgászok kedvence. Az erdélyi folyókban és hegyi patakokban előforduló lazacfélék közül a dunai galóca volt a legjelentősebb, a mértéktelen halászat és a folyóvízi faúsztatás következtében azonban állománya erősen megritkult, több folyóból el is tűnt. Ma már csak a Tiszában és néhány mellékfolyójában található meg.
A közelmúltban a tágabb értelemben vett Erdély területéről is eltűnt több állatfaj. A Bánságból kipusztult a rákosi vipera, a madárfajok közül eltűnt a Kárpátok magas hegyvidékein élő szakállas saskeselyű, az elsősorban alföldi zónákban előforduló nagy túzok és reznektúzok, valamint már csak őszi vonuláskor jelenik meg itt – a korábban itt költő – daru. Az emlősfajok közül kipusztult a nyérc, de Erdély területén, a Borgói-havasok Plai nevű magaslatán lőtték le 1762-ben az utolsó magyarországi bölényt is. A 19. század végén vagy a 20. század elején tűnt el a Kárpátok magas hegységeiből a kőszáli kecske is. A 19. század elejére, illetve a 20. század közepére a hód és a havasi marmota is kipusztult, de egy visszatelepítési program keretében sikerült mindkét fajt újra meghonosítani.

## Történelem

### Történelmi Erdély

#### Ókor

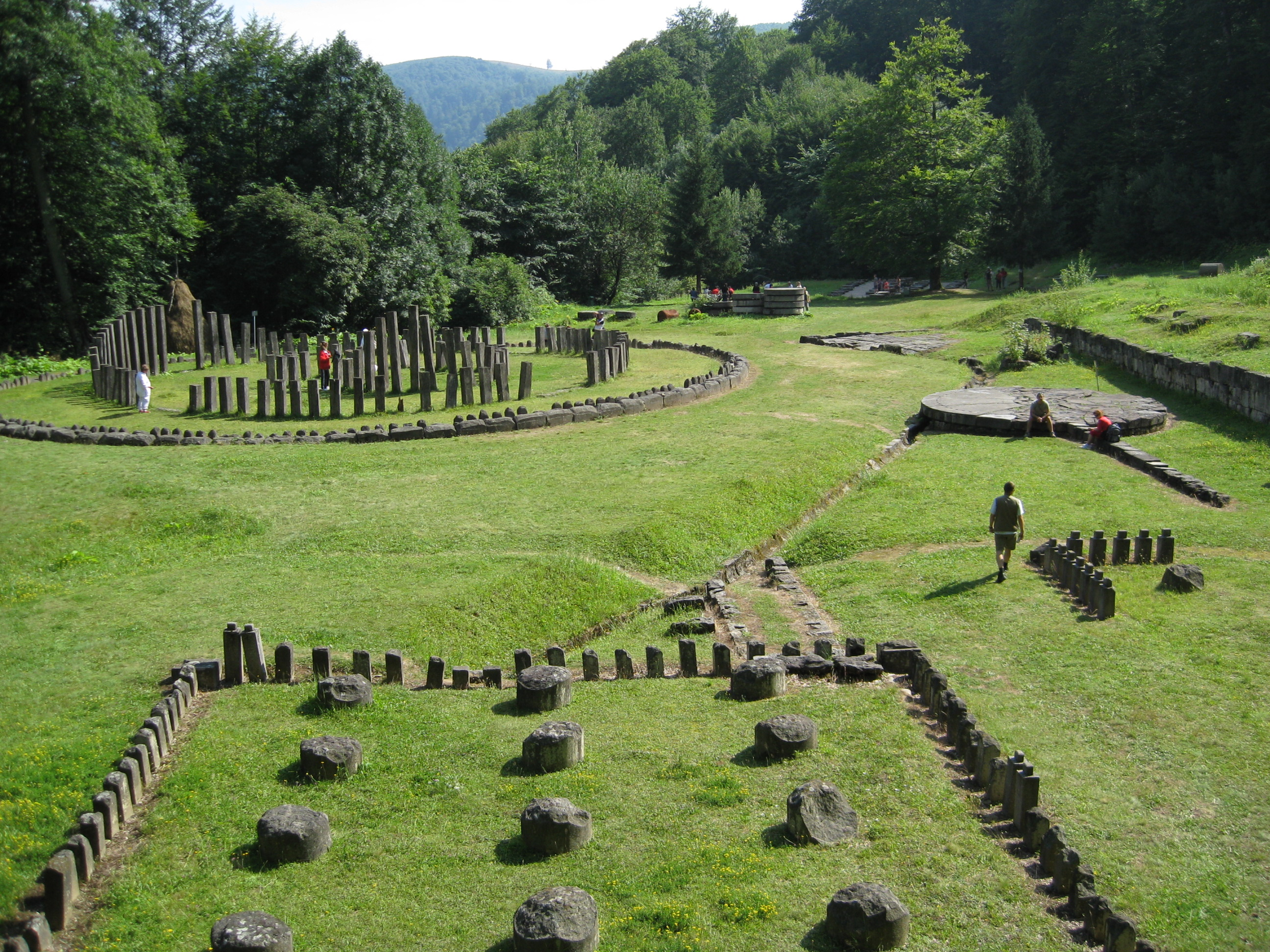
Dák erődítmény rekonstrukciója Hunyad megyében

Erdély történelme az írásos forrásokból az i. e. 1. évezredtől követhető nyomon. Az indoeurópai (iráni) nyelvű lótartó szkíták, az agatürszök az i. e. 1. évezredben vándoroltak a Kelet-európai-síkvidékről az Erdélyi-medencébe. Ekkor kezdődött el Erdélyben a vaskor. Az agatürszökről Hérodotosz görög történetíró tudósít, aki szerint a Maros-folyó (Marisz) mentén laktak, „trák szokás szerint éltek”, békés természetű és gazdag nép voltak.
Utánuk következtek a kelták (i. e. 3-2. század), majd a dákok (i. e. 2. századtól i. sz. 106-ig). A dákok a trákok törzsei közé tartoztak. Rokonaik voltak a Duna-torkolat táján élő gétáknak.
Kezdetben Erdélyben több kisebb fejedelemség létezett. Ezek egyesítésével jött létre Burebista dák királysága, amely a Kárpátoktól a Fekete-tengerig terjedt.
106-ban, Traianus római császár légiói átkeltek a Dunán, és elpusztították Burebista utódjának, Decebalnak az országát. Eutropius történetíró azt állította, hogy az új tartományt az egész római világból (ex toto Orbe Romano) népesítették be újra. A magyar történetírás szerint a dákok fokozatosan eltűntek Erdély és a mai Románia területéről, míg a román történetírás szerint folyamatosan itt laktak (a dák–római folytonosság elmélete). Az elkövetkező másfél évszázadon át római provincia volt Dacia Traiana: csupa jövevény isten, latin, görög, szír, kelta, illír nevek maradtak fenn, alig akadt egy-két trák hangzású név.
Dácia volt az utolsó tartomány, amellyel az ókori Róma gyarapodott, s az első, amelyet elvesztett: Aurelianus császár 271-ben a gótok betörései miatt elrendelte a kiürítést: a légiók és a lakosság áttelepült a Duna jobb partjára, Moesiába, ahol létre is hoztak egy új provinciát, Dacia Ripensis néven.
Ezután különböző népek (vizigótok, taifalok, hunok, gepidák, vandálok) átvonulási- vagy szállásterülete lett Erdély.

#### Középkor

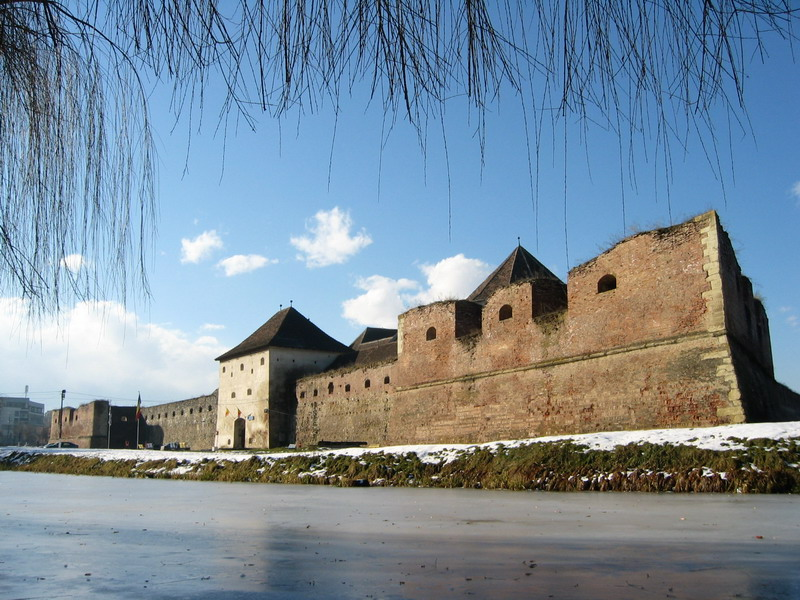
Fogaras vára

Erdély nagyobb folyóvölgyeiben a VI. században avarok telepednek le, és politikai hatalmat is kiépítenek. A VII. században a régióba szlávok érkeznek, nem világos, hogy mekkora számban, a tágabb régió más országaihoz képest. Erdély különböző vidékein a szlávok élete már a 7. század elején elkezdődött, és legalább a 12. század végéig nyomon követhető (időközben elkezdődik asszimilációjuk a magyar (Kalotaszegen, Mezőségen) és román (Dél-Erdély nagy részén, a Nagy-Szamos völgyében, Máramarosban északon) népességbe. Számos szláv víz- és helynév maradt fenn a szlávok nyelvéből.
A IX. században Erdély déli része és a Bánság bolgár uralom alá került. 864-ben a bolgárok felveszik a bizánci kereszténységet, így nem kizárt, hogy Gyulafehérváron (akkori nevén Bălgrad) keleti rítusú egyházi központ (püspökség?) is létrejöhetett.
A magyarok 895-ös honfoglalásukkor – a kora középkori krónikások és a legutóbbi régészeti felfedezések szerint} Vereckénél jönnek be a Kárpát-medencébe, majd a X. században megszállják Erdély északnyugati részét, ahol a sóbányák egy része is van (Kolozsvár, Kolozs-Akna, Dés Désakna, Torda). 930-955 körül kiűzik a bolgár uralmat és egy magyar törzs(nemzetség) hatalmába vette Dél Erdély egy részét is, különösen Gyulafehérvárt és környékét (a keleti széleken besenyők jelennek meg, az a „gyepűkön” túli területnek számított). A magyarok fokozatosan megszállták Erdély egyes részeit. Gyula, Szent István nagybátyja már Erdély vezetője volt, így már a Magyar Királyságba olvasztás előtt is magyar fennhatóság alatt volt (egy jelentős része).
Erdély 1003-ban a Magyar Királyság részévé vált. Az országrészt a király helytartója, az erdélyi vajda irányította (az első vajda említése: 1176: Eustachius waivoda, korábban, 1113: említették a Mercurius princeps Ultrasilvanus formában). A 13. századtól alakult ki Erdély fő népcsoportjainak történelmi elkülönülése magyarokra, székelyekre, szászokra és románokra. A székelyek és szászok sajátos kiváltságokat élveztek, különálló közigazgatásuk volt az erdélyi vajdától. A románokat akkor vlachoknak (oláhoknak) nevezték, és Erdély déli részén az ott élő románoknak saját igazgatási önállóságuk volt, erről az első hiteles okleveles említések a 13. század elejéről (1202–1209) vannak. Az egyik első királyi oklevél, mely erről a vidékről szól, egyenesen megmondja, hogy „az ott élő románoknak valamelyes önállósága volt”, 1224-ben a szászok kiváltságait megállapító ún. Andreanum jogot ad, hogy használják a románok és a besenyők erdejét (silvam Blacorum et Bissenorum). Ez státusz leginkább a Fogarasföld és Hátszeg várkerületek/vármegyék történetével fonódott össze.
A középkori Erdély legfontosabb intézménye  az erdélyi vajdaság. A legjelentősebb erdélyi vajda a XV. században élt Hunyadi János, maga is erdélyi volt, a 15. századi európai történelemnek ez a kimagasló alakja szerény, nem főúri kezdetekből indult. Apja, aki királyi udvari lovag volt, valószínűleg havasalföldi vagy hátszegi nemes-kenéz származású, anyja már kétséget kizáróan a hunyadi/hátszegi nemes-kenéz Demsusi családból származik. Pályafutása fémjelzi Erdély (és Magyarország) akkori történetét. Már 1442-ben védelmeznie kellett Erdélyt a Mezid bég vezetése alatt behatoló török sereg ellen, az ellenséget a csatában teljesen megsemmisítve. Bár 1444-ben Várnánál újabb hadjárata vereséggel végződött, s Ulászló király is áldozatul esett, a magyar határok hosszú időre mentesültek a közvetlen veszedelemtől. V. László király (1440–1457) kiskorúsága idejére Hunyadit Magyarország kormányzójává választották. Harmadik törökellenes balkáni hadjárata nem járt eredménnyel, a szerbiai Rigómezőn (Kosovopolje) 1448-ban csatát vesztett. 1456-ban Konstantinápoly meghódítójának, II. Mohamed szultánnak Nándorfehérvárt (Beograd) ostromló seregét szórta szét. A nagy diadal után, melynek emlékét őrzi a déli harangszó, a török évtizedekig nem mert magyarországi területre betörni.
1526-ban a törökökkel vívott mohácsi csata után a Magyar Királyság szétesett. Ezután Erdély névleges török fennhatóság alatt, de gyakorlatilag önálló államként létezett.

#### Erdélyi Fejedelemség

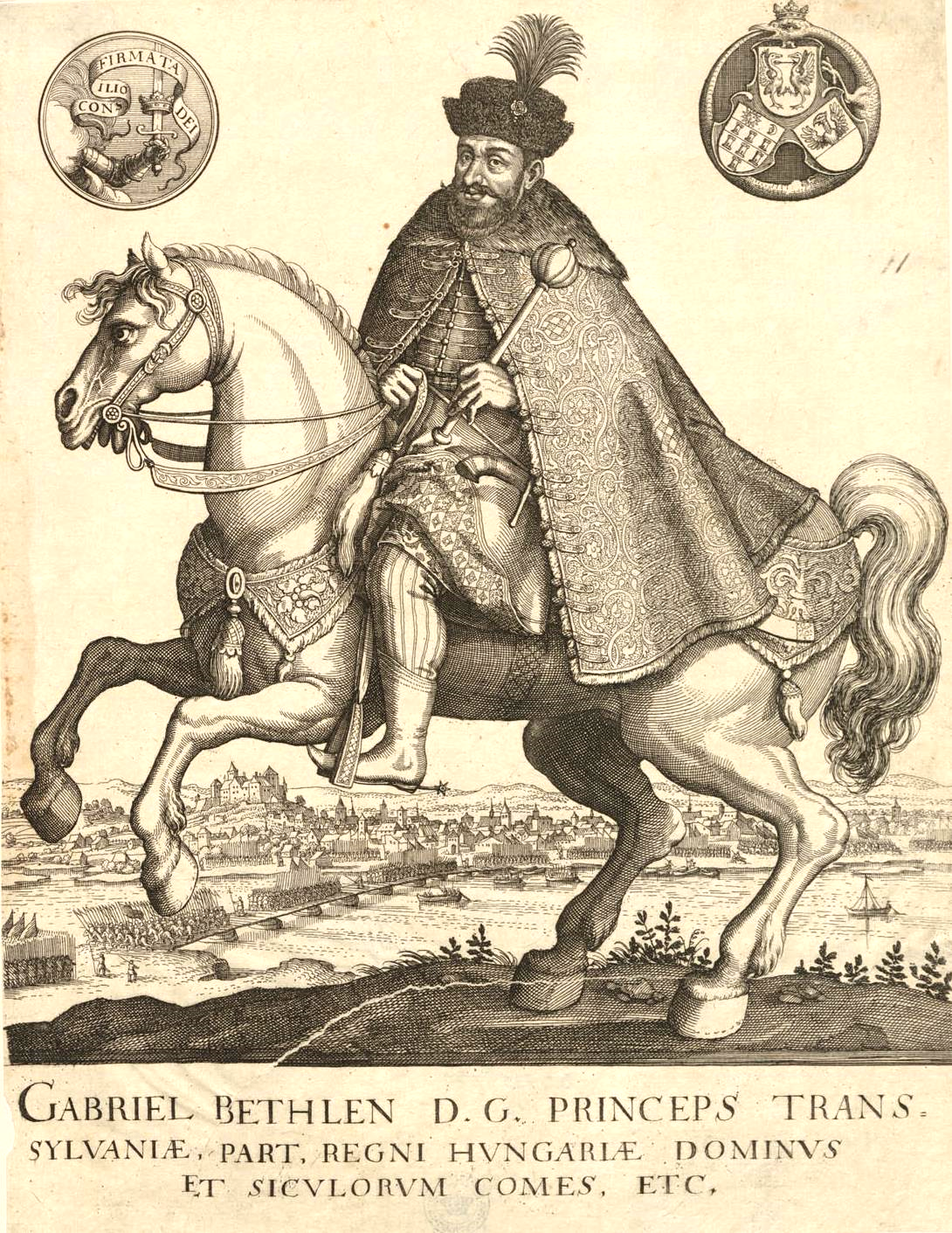
Bethlen Gábor, a „nagy fejedelem”

Az Erdélyi Fejedelemség a mohácsi csatavesztést követő kettős királyválasztás következményeként jött létre. Megszervezésében nagy szerepet játszott Fráter György pálos rendi szerzetes. Az Oszmán Birodalom által támogatott keleti magyar királyságból alakult ki, amikor II. János lemondott a királyi címről, így ő lett az első erdélyi fejedelem János Zsigmond néven. Ő volt az, aki az 1568-as tordai országgyűlésen a világon elsőként törvényben rögzítette a lelkiismereti és vallásszabadságot a négy hivatalos felekezet (katolikus, lutheránus, református, unitárius) számára. A román ortodox egyházat hivatalosan nem ismerték el, azaz nem kapott olyan privilégiumokat, mint a „bevett” vallásfelekezetek, mivel addig a felemelkedő (nemesi rangot szerzett) románok az erdélyi nemességhez tartoztak, a magyar származású nemesekkel együtt. A románság egésze pedig ekkor még nem alakított ki önálló nemzeti mozgalmat, nem fogalmazta meg követeléseit. Az erdélyi magyar fejedelmek többségükben a református (kálvinista) vallás hívei voltak. A reformáció óriási hatást gyakorolt a magyar tudomány és a magyar nyelvű irodalom fejlődésére, de az erdélyi szász és román anyanyelvi könyvkiadás, írásbeliség is fejlődött, a fejedelmek is finanszíroztak román nyelvű bibliafordítást és kiadást (Palia de la Orastie/Szászvárosi Ószövetség 1582, Gyulafehérvári román Biblia/Noul Testament de la Bălgrad, 1648, Coresi nyomdai munkái Brassóban, 16. század első fele).
Az Erdélyi Fejedelemség a történelmi Erdély területén kívül a volt Magyar Királyság más területeit is birtokolta. Ezt a széles területsávot nevezték latin szóval Partiumnak (magyarul „Részek”). A János Zsigmond és a Habsburgok között 1570-ben létrejött speyeri szerződés értelmében ide tartozott a teljes Máramaros, Bihar, Zaránd, Közép-Szolnok és Kraszna vármegye, majd később Arad, Temes és Szörény vármegyék területe is a Partium része lett.
Az Erdélyi Fejedelemség fennállása jelentős részében az Oszmán Birodalom vazallusa volt. Uralkodóit az erdélyi országgyűlés választotta, de hatalmi jelvényeit eredetileg a szultántól kapta, évi adó fizetésére volt köteles, valamint kül- és hadügyeiben is a szultánnak volt alávetve. Az Oszmán Birodalomtól való függetlenséget csak a legerősebb fejedelmek alatt sikerült biztosítani.
A román történetírás nagy jelentőséget tulajdonít annak a ténynek, hogy 1599. november 1. és 1601. augusztus 5. között Erdély trónját (Moldva trónjával együtt) rövid időre elfoglalta Vitéz Mihály (Mihai Viteazul) havasalföldi vajda, törökellenes védelmi koalíció kiépítése érdekében, német császári segítséggel. Azonban Erdély az ő uralma alatt is különálló marad, és a rendi berendezkedésen nem változtat (csupán az erdélyi ortodox püspökséget emeli érseki rangra). (Mihály vajdát Basta György császári tábornok emberei gyilkolták meg Miriszlónál, bár korábban szövetséget kötöttek.)
A 17. század első fele az Erdélyi Fejedelemség virágkora volt. Bethlen Gábor fejedelem gyulafehérvári udvarában a tudományok és művészetek bőkezű támogatásra találtak. Bethlen Gábor a protestáns uralkodók oldalán sikeresen avatkozott be a harmincéves háborúba, aminek következtében az Erdélyi Fejedelemség nagyhatalmi rangra emelkedett Európában. A két nagy erdélyi főúri család, a Báthoriak és a Rákócziak több kiemelkedő erdélyi fejedelmet is adtak.
Az Erdélyi Fejedelemség népességének pontos etnikai-nyelvi összetételét nem ismerjük. Tekintettel arra, hogy a Fejedelemséghez jelentős magyarországi (alföldi) vármegyék is tartoztak (lásd Partium), egész Debrecenig, a Fejedelemség egészében a népességnek nagyobb része lehetett magyar, mint a történeti (Belső) Erdélyben. A Fejedelemségnek mintegy 1-1,2 millió lakosa lehetett a 16. század végén, de az etnikai összetétel vonatkozásában több új munka pontosítja a korábban (Erdély története könyvben) feltételezett számokat (például a Szász székek népességének etnikai összetételét). Vasile Lupu, Moldva uralkodója (1634–1653) hangsúlyozni kívánva az erdélyi románok nagy számát, 1650-ben azt írta a török Portának, hogy Erdély lakosságának egyharmada román. Vasile Lupu a gyulafehérvári ortodox mitropolitával, Erdély meghódításáról szőtt terveket, de végül nem vágott bele ebbe a kalandba. Ezt a népesség-összetételi becslést azonban sem az újabb magyar vagy román történeti demográfiai szakmunkák nem tartják helyesnek. Az 1699-ben kötött osztrák-török karlócai béke értelmében Erdélyt visszacsatolták a Habsburg uralom alatt álló Magyarországhoz, de a valóságban külön tartomány maradt, és a Habsburgok viselték a fejedelem vagy nagyfejedelem címet, így közigazgatásilag különállt a tulajdonképpeni Magyarországtól, mert a Bécs által kinevezett kormányzó, és külön erdélyi országgyűlés (Dieta) irányította.

#### Erdély a Habsburg monarchiábana kiegyezésig

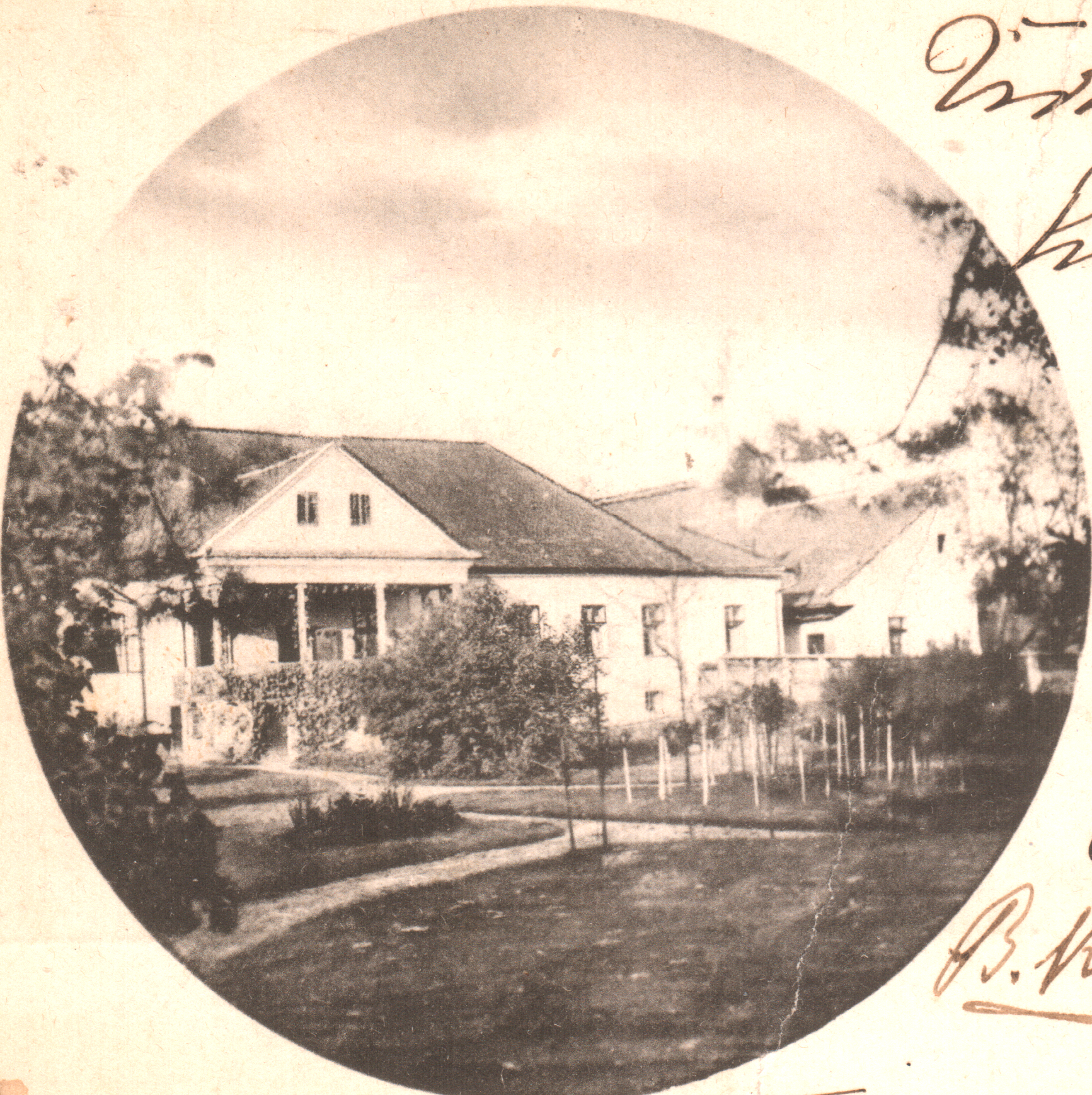
Kemény–Zeyk udvarház – A reformkori politikai élet egyik központja

1704-ben az erdélyi országgyűlés II. Rákóczi Ferenc személyében ismét fejedelmet választott. A Rákóczi-szabadságharc bukása után állandósult a Habsburg uralom. Erdély megőrizte területi különállását, az erdélyi magyar nemesség jelentős autonómiát élvezett.
1712–1713-ban a Verwaltungsgericht – az osztrák közigazgatási hatóság – által végzett becslés szerint Erdély lakóinak nemzetiségi megoszlása: 47% magyar, 34% román, 19% német (szász és sváb). Az Acsádi Ignác féle, adóösszeírásokon alapuló számítások alapján viszont az 1720–1721. évekre vonatkozóan, Erdély népességét 800 000 (Dávid Zoltán-féle korrekcióval 1 millió) főre teszik, és az az adózók etnikai-nyelvi megoszlása: 50% román, 34% magyar és 13-15% német/szász, 2-4% egyéb (zsidó, cigány).E névelemzésen alapuló számítás azonban sok torzítást tartalmaz, olyan járásokban is jelentős arányú magyar nevet azonosítanak be, ahol az egyházi adatok szerint nincs, vagy alig élt római katolikus vagy protestáns népesség.
A 18. században Erdélyből sok magyar paraszt vándorolt ki az Alföldre, de Moldvába is, lásd madéfalvi veszedelem. Emellett románok érkeztek (főleg 1740–1760 között) a Kárpátokon túlról. Ezek a demográfiai folyamatok a régió népességének etnikai összetételét kis mértékben befolyásolhatták. Az Acsádi féle (1720. körüli) adóösszeírások legfrissebb korrekciója szerint, illetve 1760-65-ben, vagy az 1785-87. évi népszámláláskor is az Erdélyi Nagyfejedelemség népességének mintegy 55-58%-a sorolható a román, és 25-27%-a a magyar (és székely) népességhez, a fennmaradó részét főleg szászok, kisebb részt zsidók, örmények és cigányok tették ki. Ebben az időszakban az összeírások nem tartalmazták a lakosság etnikai vagy nyelvi hovatartozását, csak a név jellegéből vagy a vallási hovatartozásból következtetjük ki a népesség összetételét.
A Habsburg uralom kezdetén a volt Partium teljes területét visszacsatolták a Magyar Királysághoz, 1733-ban azonban III. Károly király Kraszna, Közép-Szolnok és Zaránd vármegyéket ismét Erdély részévé tette.
A Habsburg-politika egyik fő célja az ellenreformáció és a tartomány rekatolicizációja 1711 és 1750 között, a négy „bevett” vallás rendszerének megbontása Erdélyben. A „támadás” már 1703 előtt megindul a római katolikus püspöki szék betöltésével, egyes rendházak létrehozásával és a román (görögkatolikus) vallási unió megindításával. 
A megerősödött katolicizmus fő támadási iránya az önmagára sérelmesnek vélt törvények eltörlésének követelése. A kérdés 1741–43-ban a katolikus- és Habsburg-ellenes törvények eltörlésének s a Pragmatica Sanctio becikkelyezésével tetőződik, 1744-ben a rendek elfogadják az Erdély és a Porta kapcsolatáról szóló rendelkezések és a fejedelemválasztási jog eltörlését, törvénybe iktatják a Pragmatica Sanctiót s végül a katolikusellenes törvények eltörlését.
Sajátos területe volt tehát a katolikus térhódításnak Erdélyben a görög hitűek vallási uniója. Az unió kezdeti látványos sikereit a Rákóczi-szabadságharc viharai alaposan meggyengítik; az 1711 utáni fél évszázadban ugyan legálisan csak görögkatolikus hitű egyház működik Erdélyben, de szinte megállapíthatatlan, hogy Erdély görög hitű lakosságából ki (görögkatolikus) unitus és ki (görögkeleti) ortodox, ezért több összeírást is elrendelt a császári udvar.
1764. január 7-én Siskovics császári tábornok az erőszakos sorozás ellen tiltakozó székelyek közé lövet. Száznál is többen meghalnak, és az üldöztetés elől több ezren Moldvába, a csángók közé vándorolnak (madéfalvi veszedelem).
A korszak politikai történetének kormányzati és rendi kezdeményezéseken kívüli mozzanata a román nemzeti mozgalom politikai jelentkezése. A görögkatolikus püspök Inochentie Micu-Klein kérvényeit 1733-ban az erdélyi országgyűlésen is felolvassák s III. Károly rendeletét. A rendek azonban kételkednek (valójában alappal) a görögkatolikus vallási unió szilárdságában. A nemzeti és paraszti követelések egyesítése a nemzeti mozgalomban, az erdélyi román nemzeti mozgalomnak ez a majd két évszázadra alapvető sajátossága itt jelenik meg először.
A Supplex Libellus Valachorum, „az erdélyi románok kétségtelenül legfontosabb 18. századi politikai irománya (szerzői között vannak: Samuel Micu Klein, Gheorghe Șincai, Ioan Budai-Deleanu és mások. Követelései: a románok negyedik rendi „nemzetként” való bevétele, elfogadása, a román papságnak, nemességnek és közrendűeknek a három náció megfelelő rétegeivel azonos jogok biztosítása, vegyes vagy tisztán román névhasználat románok lakta vagy román többségű törvényhatóságoknál és helységeknél.
1848. március 15-én a Habsburgok felé intézett pesti 12 pont záró pontja az Erdéllyel való egyesítést követelte (a 12. pont így szólt: „Unio.”). Az éledő román nacionalizmus az Avram Iancu-vezette román nemzeti törekvésekhez vezetett, elutasítva Erdély unióját Magyarországgal magyar szabadságharccal. A fellázadt románok forradalmi Nemzetgyűlést hívtak össze Balázsfalvára, megfogalmazván célkitűzéseiket, majd saját „forradalmi közigazgatást” alakítottak ki az erdélyi vármegyékben, prefektusokat neveztek ki. Több helyen polgárháborús konfliktusok alakultak ki, brutális vérengzések amely egyes Fehér és Kolozs vármegyei településeken a magyar lakosok pusztulásához vezetett. A román-magyar forradalmi 
megbékélés szükségességét többen felismerték. Cezar Bolliac, vérbeli forradalmi költő Brassóban lapot indított, az Espatriatult, amelyben olykor még eszmetársait is megdöbbentő hévvel ítélte el az erdélyi román politikát, mindenekelőtt annak tudatosításával, „hogy ma egész Európában csak egyetlen küzdelem van, a szabadság és a zsarnokság, a népek és a trónok között”. A román és magyar nemzeti szabadságtörekvések összehangolásának szándékából nem lett volna semmi Nicolae Bălcescu fáradhatatlan tevékenysége nélkül. Ő abból indult ki, hogy az elnyomott nemzeteknek „előbb közösen kellene kivívniuk felszabadulásukat s csak azután foglalkozniuk a maguk részleges felszabadításával” A megegyezés azonban későn történt meg, az 1848-as forradalmat és szabadságharcot a császári és cári erők legyőzték, és bevezették az abszolutizmust a Monarchia tartományaiban, így Erdélyben is.
Az 1848 utáni két évtized politikai kérdései között kiemelt jelentőségű volt a jobbágyfelszabadítás lezárása, de a tartomány modernizációjának jogi szabályozása is. Nem kis mértékben ennek alakulása határozta meg a paraszt és az „úr” (a régi nemesség) viszonyát az államhatalomhoz, mindegyik attól várva a számára kedvező megoldást. S ugyancsak ennek kimenetele alakította a társadalmon belüli feszültségek további változását. Hosszú előkészítő munkálatok eredményeként 1854. június 21-én – jó egy évvel a magyarországi hasonló rendelkezés után – császári pátens, az „úrbéri nyílt parancs” intézkedett a jobbágyfelszabadítás jogi végrehajtásáról, a nyitva hagyott kérdések rendezéséről.
Az utolsó erdélyi országgyűlések (amelyen a tartomány etnikai összetétele is a korábbiaknál arányosabban érvényesült) fontos lépések születtek a tartomány modern, többnyelvű jogenyenlőségének kialakítása irányában: 1863-ban törvénybe iktatták, hogy a tartománynak három hivatalos nyelve van, a magyar, román és a német. A kiegyezéssel (1867) bekövetkező Unió leállította, megszüntetve a tartomány minden önállóságát és különállóságát a dualizmus idején.

#### A kiegyezés után (1867–1918)
Az 1867-es osztrák-magyar kiegyezés után az 1868. évi XLIII. törvény révén Erdély ismét Magyarország szerves része lett az Osztrák–Magyar Monarchián belül.

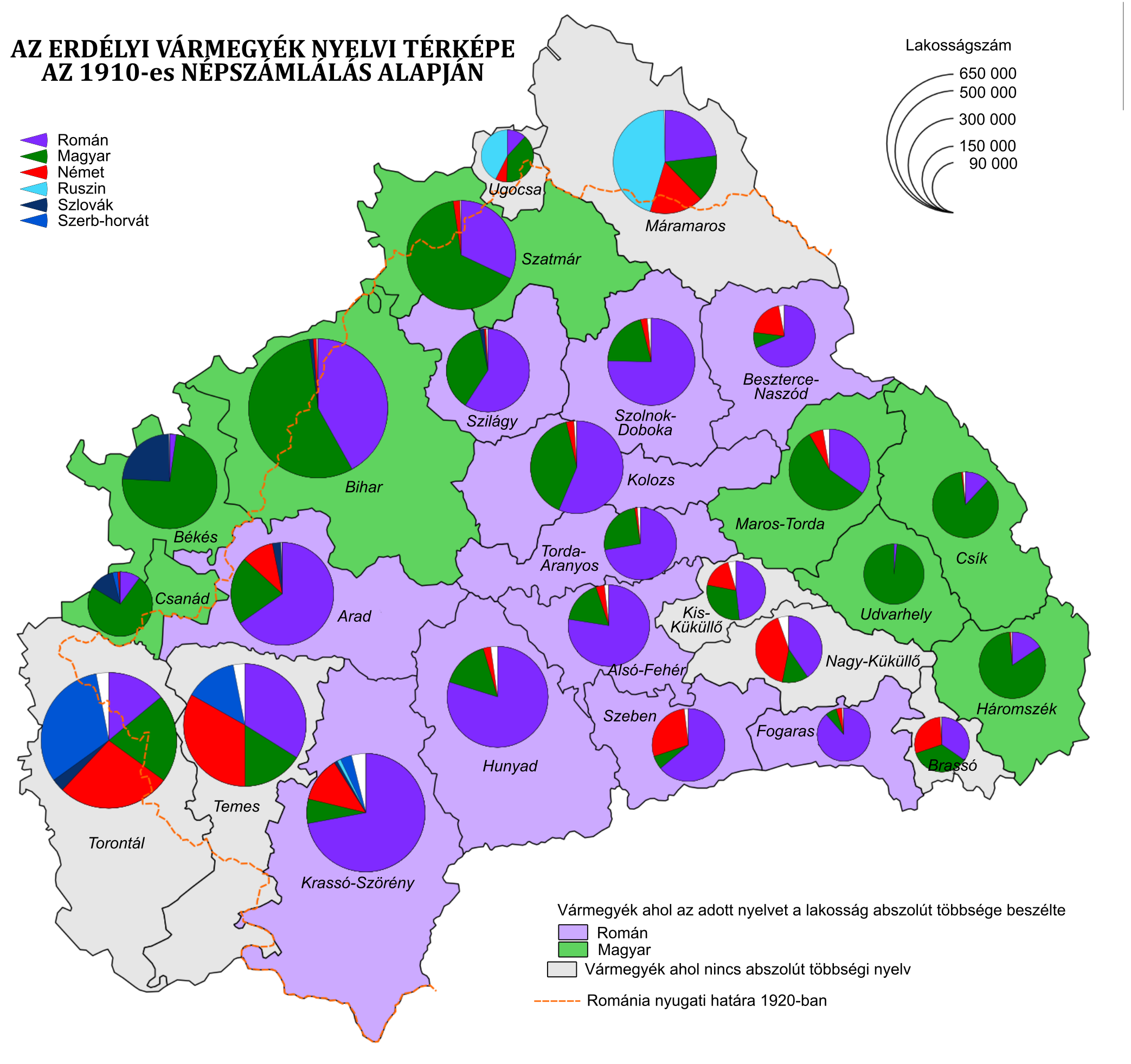
Az erdélyi vármegyék nyelvi megoszlása 1910-ben

A magyar uralkodóosztály dualizmus idején folytatott nemzetiségi politikája a nemzeti mozgalmak háttérbe szorítására törekedett. Hiába figyelmeztetett néhány gondolkodó (például a függetlenségi politikus Mocsáry Lajos) a román nyelvi-kulturális és politikai jogok, és az autonómiatörekvések korlátozásának veszélyeire (lásd: Memorandum-per).
Az első világháború alatt még jobban felerősödtek a román és más szeparatista mozgalmak az egész Monarchia területén. A románok esetében ez annyiban volt eltérő, hogy a Román Királyság is törekedett a Monarchia románlakta területeinek bekebelezésére (lásd az 1916. évi Románia-Antant hatalmak titkos szerződést Bukaresti szerződés (1916)). Az addig a központi hatalmakkal barátinak tekintett Románia az antant oldalán szállt háborúba, mivel Franciaország és Anglia részéről ígéretet kapott Erdély megszerzésére. 1916-ban román csapatok törtek be Erdélybe. Az osztrák-magyar erőket csak késve tudták mozgósítani, de végül (német segítséggel) visszaverték a román csapatokat, azokat legyőzve 1916 decemberében bevonultak Bukarestbe, 1918 nyarán aláírták a bukaresti békét, melyben Románia elismerte világháborús vereségét. Ezzel együtt, a Monarchia összeomlásával párhuzamosan az erdélyi románok 1918 december 1-jén Gyulafehérvárra összehívott Nagy Nemzetgyűlésen kimondták Erdély, Bánság és a többi románok lakta magyarországi megyék egyesülését a Román Királysággal. Ezt követően a román csapatok fokozatosan megszállták Erdélyt, kiűzve a magyar hadsereg maradványait, és fokozatosan kiépítették a román közigazgatást, még a területszerzést szentesítő trianoni döntést megelőzően.

### A jelenkori Erdély története (1918-tól)
Az Osztrák–Magyar Monarchia 1918 októberére katonailag összeomlott, és Magyarország is kikiáltotta a függetlenségét az őszirózsás forradalom nyomán. Ezzel egy időben a Román Királyság csapatai újra hadat üzenve megkezdték Erdély, majd Partium és a Tiszántúl megszállását. 1918. december 1-jén tartott gyulafehérvári román nagygyűlés kimondta Erdély egyesülését Romániával, amit 1920-ban az antant hatalmak a trianoni békeszerződéssel jóváhagytak. A Károlyi-rezsim ezzel szemben a magyar sereget szélnek eresztette, így a Székely Hadosztályon kívül senki sem vette fel a harcot a megszálló erőkkel – egészen a Magyar Tanácsköztársaság 1919 márciusi megalakulásáig.
1918 után, a Kárpátokon túlról érkező románok telepedtek le Erdélyben, bár az 1930. évi népszámlálás szerint a tág értelemben vett Erdély népességének csak 57%-a volt román nemzetiségű, ez az 1910. évi Népszámlálás 53%-ához képest nem jelentős változás, tekintettel az 1918–21-es években sorra került, Magyarországra történő kivándorlásra (főleg korábbi hivatalnokok, tanárok stb., valamint akik a trianoni Magyarország területén születtek). Ennek egyik oka, hogy sok (főleg értelmiségi, hivatalnoki) állás üresedett meg a magyarok anyaországba való áttelepülésével, és a román állam sem szívesen foglalkoztatott az új közigazgatásban magyarokat, akik rendszerint nem is tudtak magasabb szinten (pl: írni) románul. Másrészt a térség gazdaságilag jobb helyzetben volt, mint Románia többi része, így magasabb életszínvonallal kecsegtetett az áttelepülés. Továbbá nagy számban iskolát hoztak létre a román fiatalok továbbtanulására, mivel körükben az írástudatlanság és az alacsony iskolai végzettség sokkal gyakoribb volt, mint a többi etnikum esetében.

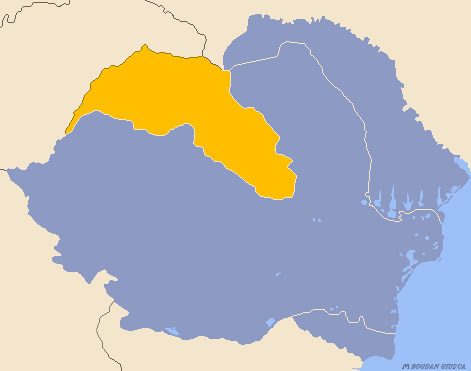
A második bécsi döntés során Magyarországnak ítélt terület (ún. Észak-Erdély)

A második világháború előtt és alatt Magyarországhoz visszacsatolt területek és a nemzetiségi összetételük

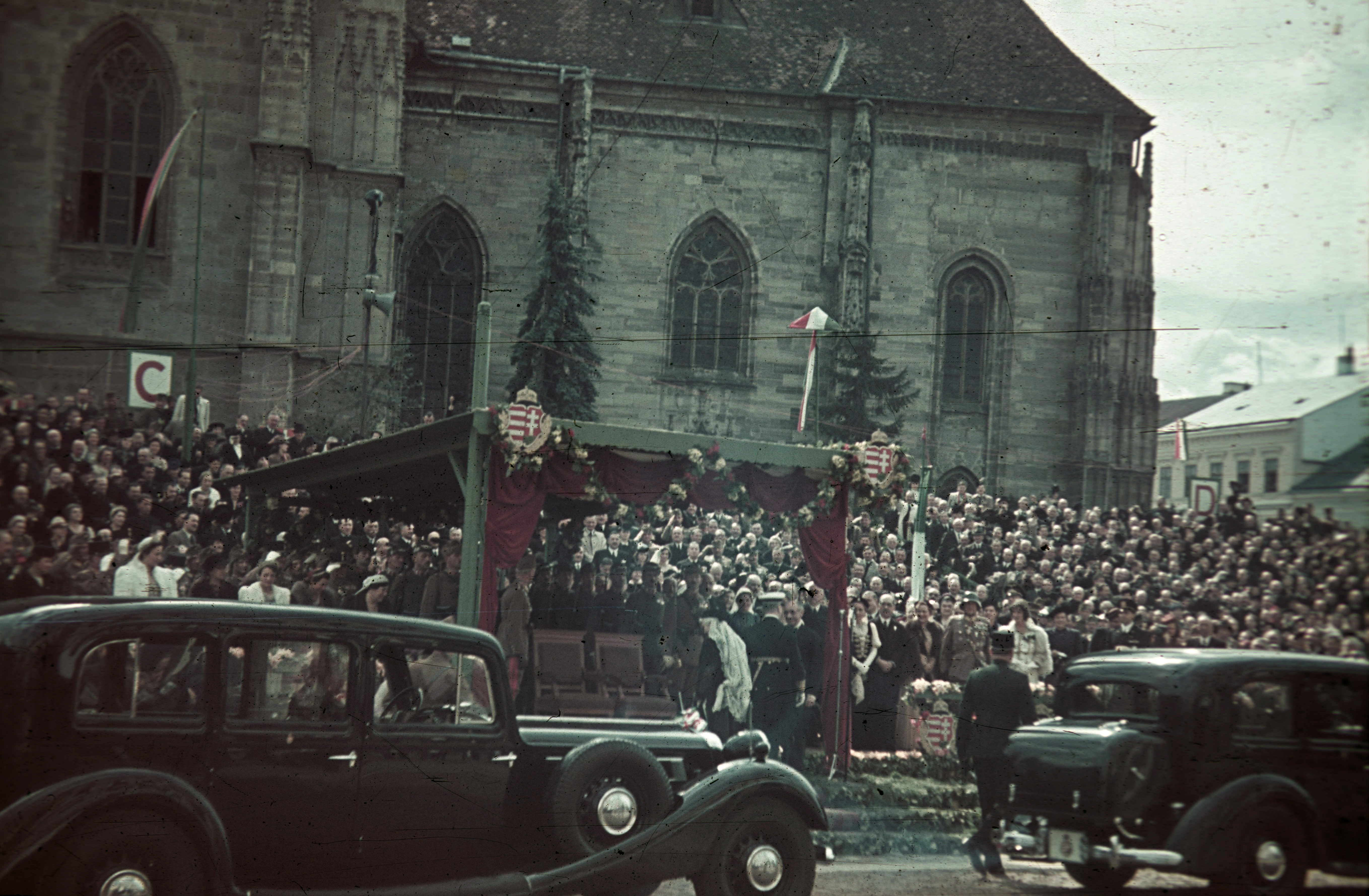
Bevonulás Kolozsvárra 1940. szeptember 11-én

Az 1940-es második bécsi döntés visszaadott Magyarországnak 43 492 km²-t, Erdély északi és keleti részét, benne a 80%-ban magyarok által lakott Székelyfölddel. A terület teljes, mintegy 2,5 millió főnyi népességéből azonban még az 1941. évi magyar népszámlálás szerint (a határmódosítást követő népességvándorlások után) is közel fele, több mint 1 millió volt a románok száma, akik a Székelyföldön kívüli vármegyékben többen voltak a magyaroknál. A holokauszt során sok, több mint 200 000, magát magyarnak valló észak-erdélyi zsidót hurcoltak el lakóhelyéről – az 1941-es népszámlálás adatai alapján. A második világháborút lezáró 1947-es párizsi békeszerződés a bécsi döntéseket érvénytelenítette, a területet újra Romániának ítélte, amelyben annak is szerepe lehetett, hogy Románia 1944-ben kilépett a fasiszta Németországgal kötött szövetségből hadat üzenve a tengelyhatalmaknak.
Az 1945 után hatalomra került új vezetés kezdetben a kommunista eszme internacionalista jellege alapján és a szovjet nemzetiségi politika mintájára kezelte a magyar kisebbség helyzetét. Nagy arányban vettek részt magyarok a kommunista pártban is, ahol a korábbi mellőzöttség után elismerték őket. A többségében magyarok által lakott Székelyföldön 1952-ben létrejött a Magyar Autonóm Tartomány, melytől azonban 1960-ban elcsatolták Háromszéket, máshol pedig román többségű területeket is hozzácsatoltak és nevét Maros Magyar Autonóm Tartományra változtatták. Ez az alakulat is csak nyolc évig állt fenn, 1968-ban megszüntették. Ceaușescu a sovinizmus felerősítése révén próbálta meg az egyre jobban elnyomorodó országban hatalmát fenntartani.

Az 1980-as évek végén meghirdette a falurombolást, de ezt már nem sikerült véghez vinnie.
Az 1989. december végi forradalom (a Ceaușescu-diktatúra megdöntése) és rendszerváltás után Romániában is megszólalhattak addig kegyetlenül elnyomott vélemények, hangok. Az 1989 decemberében kezdődött rendszerváltási időszak igen sok megpróbáltatással járt (Marosvásárhelyi etnikai konfliktus „fekete március”, bányászjárások Bukarestben). Az erdélyi magyarok politikai képviseletét és bizalmát a Romániai Magyar Demokrata Szövetség szerezte meg, minden későbbi politikai választás alkalmával. Az erdélyi román szavazók zöme több alkalommal is az ország nyugat-európai orientációját támogató középjobb koalíciókra és köztársasági elnökökre szavaztak, sok esetben markánsan eltérően az óromániai megyék szavazóinak többségétől. Románia első erdélyi köztársasági elnöke Klaus Werner Iohannis (2014–), volt Nagyszeben polgármestere. Románia erdélyi miniszterelnökei 1990 óta: Emil Boc és Ludovic Orban, miniszterelnök-helyettesei Markó Béla és Kelemen Hunor.
A román gazdaság nehézségei is szerepet játszanak abban, hogy a viszonylag fejlettebb Erdély egyre több lakója, mind román, mind magyar, nagyobb önállóságot szeretne a tartománynak. A Sabin Gherman erdélyi román újságíró nevével fémjelzett proTransilvania Alapítvány tevékenysége is ebbe a keretbe illeszkedik bele, de a Kárpátokon túli románság körében nincs jelentős támogatottsága. A Pro Európa Liga szintén támogatja Erdély sokszínűségének, sajátos kultúrájának megőrzését. A román soviniszta akadályozza az erdélyi magyarok politikai jogainak kiszélesítését. A román politikai erők ellenzik Erdély vagy a Székelyföld mindenfajta autonómiáját.
Erdély Románia 2007. évi európai uniós csatlakozásával jelentős fejlődésnek indult, bár sokan el is vándoroltak, ideiglenesen vagy véglegesen az országból. Az erdélyi régiók egy főre jutó GDP-je vásárlóerő értéken (PPS) 2018-ban az EU-s átlag 61-68 százalékát érik el, ezzel a Kárpát-medence régióinak élvonalába kerültek (Budapest és Pozsony fővárosi régiókat most nem számoljuk), megelőzve az Alföldet és Dél-Dunántúlt, és megközelítve Szlovákia, legtöbb régióját, amíg még 2007-ben és a megelőző évszázadban az erdélyi régiók a Kárpát-medence sereghajtói voltak (Kárpátalját nem számítva).

## Közigazgatás, politika

### Megyék
A jelenkori Erdély a mai közigazgatási felosztás szerint 16 megyére, a történelmi Erdély 9 megyére oszlik. (A történelmi Erdély szélein, 1920 óta Szucsáva, Neamț, Bákó, Vâlcea és Mehedinți megyékhez kapcsoltak néhány település területét, viszont Brassó megyéhez csatolták Predeal várost Havasalföldről, és a bánsági Orsova várost és környékét meg Mehedinái megyéhez).
| A tágabban értelmezett Erdély        | A tágabban értelmezett Erdély                                                | A tágabban értelmezett Erdély                                                                      | A tágabban értelmezett Erdély                  |
| ------------------------------------ | ---------------------------------------------------------------------------- | -------------------------------------------------------------------------------------------------- | ---------------------------------------------- |
| Bánát                                | Partium                                                                      | Történelmi Erdély                                                                                  | Történelmi Erdély                              |
| Bánát                                | Partium                                                                      | Székelyföld                                                                                        |                                                |
| - Krassó-Szörény megye - Temes megye | - Arad megye - Bihar megye - Máramaros megye - Szatmár megye - Szilágy megye | - Beszterce-Naszód megye - Brassó megye - Fehér megye - Hunyad megye - Kolozs megye - Szeben megye | - Hargita megye - Kovászna megye - Maros megye |

### Fejlesztési régiók

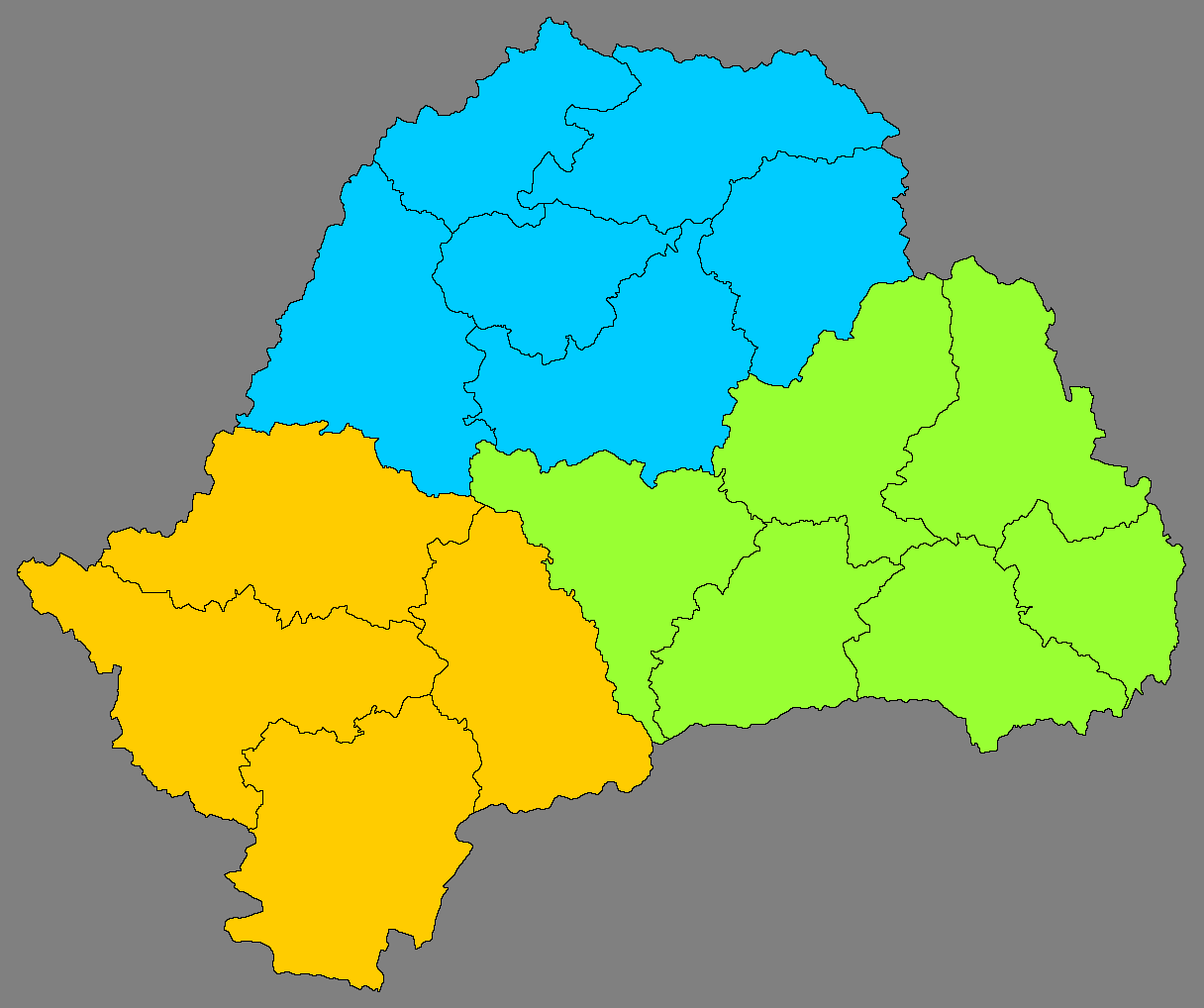
Fejlesztési régiók a történelmi Magyarország Romániához csatolt részein.

Erdély területén 3 fejlesztési régió (NUTS-II) található.
| Erdély megyéi fejlesztési régiók szerint                                                                | Erdély megyéi fejlesztési régiók szerint                         | Erdély megyéi fejlesztési régiók szerint                                                   |
| --- | ---------------------------------------------------------------- | ------------------------------------------------------------------------------------------ |
| Északnyugat-romániai fejlesztési régió                                                                  | Nyugat-romániai fejlesztési régió                                | Közép-romániai fejlesztési régió                                                           |
| - Beszterce-Naszód megye - Bihar megye - Kolozs megye - Máramaros megye - Szatmár megye - Szilágy megye | - Arad megye - Hunyad megye - Krassó-Szörény megye - Temes megye | - Brassó megye - Fehér megye - Hargita megye - Kovászna megye - Maros megye - Szeben megye |

### Politika
Tisztán regionális alapon szerveződő erdélyi párt egyelőre nincs, noha már az 1990-es évek végén próbálkozott ennek felállításával Sabin Gherman erdélyi román újságíró. Napjainkban Erdély kétnyelvű autonóm régióként való elismertetéséért egyre többen emelik fel szavukat, különféle Facebook csoportokba/oldalakba tömörülnek, mint például az Autonomy for Transylvania oldal, vagy az Erdélyért! csoport. Szervezés alatt áll továbbá egy regionális párt létrehozása Demokratikus Erdélyi Liga (Liga Transilvania Democrată), vagy Erdélyi Mozgalom (Mişcarea Ardeleană) néven.
A magyarokat az 1989-es forradalom után alakult Romániai Magyar Demokrata Szövetség képviseli az országos szintű politikában. Azóta még két másik magyar párt is megalakult, előbb az Magyar Polgári Párt, majd az Erdélyi Magyar Néppárt (Toró T. Tibor vezetésével).

## Népesség

### Nemzetiségek[67]

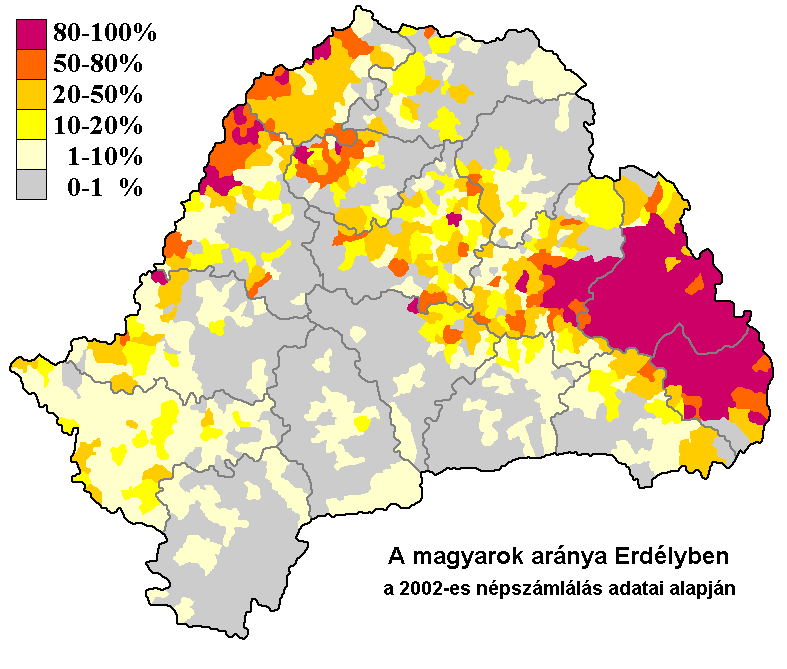
A magyar nemzetiségűek aránya a Magyarországtól Romániához csatolt területeken a 2002-es népszámlálás szerint

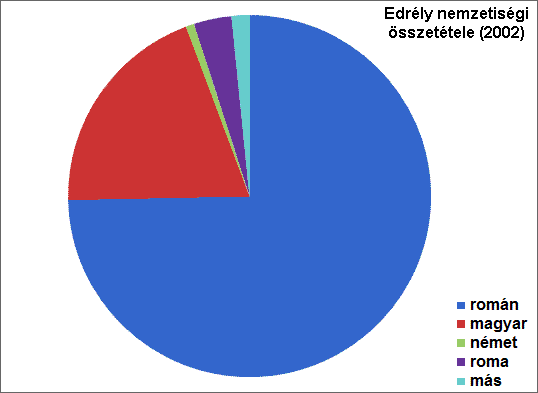
A jelenkori Erdély lakosságának nemzetiségi megoszlása (2002)

A románok után legnagyobb számban a magyarok vannak jelen, ők külön kulturális és vallási egységgel rendelkeznek a románokhoz képest. A magyarság a jelenkori Erdély 16 megyéjéből kettőben alkot többséget (Hargita 84%, Kovászna 73%). A történelmi és jelenkori Erdély legjelentősebb kulturális központja Kolozsvár, ahol ma már a lakosságnak csak 15%-a (49 565 fő) magyar. Az egykor több mint 600 ezres lélekszámot adó szászok és svábok mára már majdnem teljesen eltűntek (mai létszámuk 30 000 fő), csupán egy-két nagyobb városban alkotnak számottevőbb (pár száz fős) közösséget, például Nagyszebenben, Brassóban vagy Temesváron. A cigányok az egyetlen népcsoport, amely létszáma az elmúlt két évtizedben folyamatosan növekedett, a legutóbbi népszámlálás alapján arányuk 4%, de becslések szerint számuk elérheti a 700-800 000 főt, azaz 11-12%-ot. Ezen népcsoportokon túl, a ruszinok (ruténok), szlovákok (régi nevükön tótok), szerbek, bolgárok, csehek, örmények, zsidók stb. járulnak hozzá az erdélyi etnikai mozaik színesítéséhez.
| Nemzetiség                                                                                         | Létszám (fő) 2002-ben | Arány (%) 2002-ben | Létszám (fő) 2011-ben | Arány (%) 2011-ben |
| -------------------------------------------------------------------------------------------------- | --------------------- | ------------------ | --------------------- | ------------------ |
| román                                                                                              | 5 393 552             | 74,68              | 4 816 895             | 74,38              |
| magyar                                                                                             | 1 415 718             | 19,60              | 1 224 937             | 18,92              |
| cigány                                                                                             | 244 475               | 3,38               | 271 417               | 4,19               |
| német                                                                                              | 53 077                | 0,73               | 30 816                | 0,48               |
| Egyéb (ukrán, szerb, szlovák, bolgár, horvát, cseh, valamint ismeretlen, nem bevallott nemzetiség) | 114 911               | 1,59               | 131 829               | 2,03               |
| Összesen                                                                                           | 7 221 733             | 100                | 6 475 894             | 100                |

### Vallás

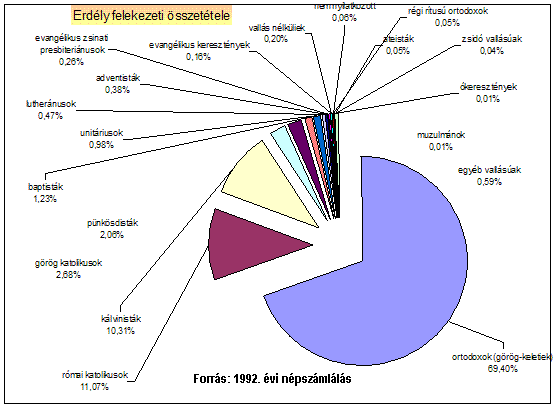
Erdély felekezeti összetétele

| Felekezetek           | Népesség  | % arány |
| --------------------- | --------- | ------- |
| kereszténység         | 7 222 069 | 93,57   |
| katolikus egyház      | 1 061 956 | 13,75   |
| római katolikus       | 854 970   | 11,07   |
| görögkatolikus        | 206 984   | 2,68    |
| protestantizmus       | 1 200 200 | 15,36   |
| református            | 796 273   | 10,31   |
| evangélikus           | 32 438    | 0,42    |
| baptista              | 94 996    | 1,23    |
| unitárius             | 75 688    | 0,98    |
| egyéb protestáns      | 220 886   | 2,86    |
| ortodox kereszténység | 4 973 814 | 64,40   |
| egyéb keresztények    | 4 634     | 0,06    |
| zsidó vallás          | 3 089     | 0,04    |
| egyéb vallások        | 46 340    | 0,6     |
| vallások együtt       | 7 276 133 | 94,21   |
| nem vallásos          | 15 447    | 0,20    |
| nem válaszolt         | 4 634     | 0,06    |
| ismeretlen            | 427 099   | 5,53    |
| összesen              | 7 723 313 | 100,00  |

### Települések
A jelenkori (2011) Erdély legnagyobb városa Kolozsvár, egyúttal a második legnépesebb város Romániában. Két színházával, két operájával, tizenegy felsőfokú oktatási intézményével és számos középiskolájával az ország fontos kulturális központja. Egyike volt annak a hét erődített városnak, amelyről Erdély német nevét (Siebenbürgen) kapta. Híres ezen kívül Mátyás király és Bocskai István fejedelem szülővárosaként, illetve az unitárius vallás bölcsőjeként. Számos műemléke közül a legnevezetesebbek a Szent Mihály-templom, előtte Fadrusz János Mátyás szobrával, a Farkas utcai református templom, illetve a Bánffy-palota.
Erdély hagyományosan két másik nagyvárosa Brassó (Brașov) és Szeben (Nagyszeben, Sibiu), mindkettő népességszáma 150 és 300 ezer fő között mozgott 2002 és 2022 között, csökkenő tendenciával. E városokban hagyományosan is kisebb arányban éltek a magyarok, mai arányuk 10% alatt van. Elsősorban a román és szász közösségek történelmi és kulturális központjai voltak.
Nagyvárad a Partium legnagyobb városa. Habár a 2011-es népszámlálás alkalmával a magyar lakossága csak 23%-ot tett ki – szemben a 2002-es 27,5%-kal –, mégis a Partium magyarságának élénk kulturális központja, számos magyar szervezet székhelye. A nagyváradi belváros mindmáig szinte érintetlen maradt, noha a századfordulós hangulatú utcák és a középkori vár még sok munkát, masszív felújítást igényel. „Szent László városának” belvárosában a király tiszteletére épített templom és szobor kiemelt turisztikai fontossággal bír. A város legnagyobb református templomát Szász József eklektikus stílusban tervezte. 1836-ban elkezdték építését, viszont az 1836-os tűzvész, az 1848–49-es forradalom és szabadságharc, majd az 1851-es árvíz késleltette a munkálatokat. Végül 1853-ra fejezték be a templomot, de a tornyokat csupán 1870-ben.
Temesvár a Bánság központja, Bukarest és Kolozsvár, Konstanca után Románia harmadik-negyedik legnépesebb városa, 320 000 lakossal, melynek közel 5%-a (15 565 fő) magyar. Belvárosa kiemelt turisztikai látványosság a kirándulóknak. A Szent György római katolikus székesegyház 1736 és 1773 között épült barokk stílusban. Mellette található a Szentháromság-szobor. A Szabadság téren található a régi városháza, a piarista gimnázium és a Hunyadi-várkastély. A Hunyadi-várkastélyt Károly Róbert király építtette 1318-ban, később Hunyadi János átalakíttatta, majd az 1849–es ostrom alatt leomlott. 1851-ben újjáépítették. Nagy kiterjedésű múzeumának 22 termében 50 000 tárgyat őriznek, a természettudományi részének 23 termében pedig 16 000 darabos madár- és 21 000 példányos lepkegyűjtemény található.
Marosvásárhely a történelmi Székelyföld „fővárosa”. Lakosságát tekintve a jelenkori Erdély hatodik legnagyobb városa. A magyarok számát tekintve az első helyen áll, megelőzve Kolozsvárt. A belváros északi részén található a középkori vár. A Vártemplomot a 14. században építették a ferences szerzetesek, a reformáció során a város többsége áttért a református hitre, ezért a templom is a Református Egyház kezébe került. A reformáció után többszöri átalakításon, kibővítésen ment át. A Keresztelő Szent János-templom az ellenreformáció után épült. A jezsuita szerzetesek által épített templomban II. Rákóczi Ferenc is hallgatott misét. Vele szemben található a Barátok templomának megmaradt tornya. A belváros déli oldalán több neves látnivaló is található. A két szecessziós épület, a Közigazgatási Palota és a Kultúrpalota Bernády György polgármester munkássága idején épült.

#### Legnagyobb városok
A jelenkori Erdély legfontosabb városai – zárójelben a 2011-es lakosságszámuk:
| Belső-Erdély: - Kolozsvár (324 576), Belső-Erdély fővárosa - Brassó (253 200), a Barcaság központja - Nagyszeben (147 245), Királyföld székhelye - Marosvásárhely (134 290), a székelyek fővárosa, az egykori Magyar Autonóm Tartomány székhelye - Gyulafehérvár (63 536), az egykori Erdélyi Fejedelemség fővárosa - Beszterce (75 076), hajdani szász város - Vajdahunyad (60 525) - Déva (61 123), Hunyad megye központja - Sepsiszentgyörgy (56 006), Háromszék központja - Kézdivásárhely (18 491), a régi Kézdiszék központja - Torda (47 744) - Medgyes (47 204) - Csíkszereda (38 966) Hargita megye központja - Dés (33 497) - Székelyudvarhely (34 257), a székely anyaváros | Partium és Bánság: - Temesvár (319 279), a Bánság központja - Nagyvárad (196 367), a Partium központja - Arad (159 074) - Nagybánya (123 738), Máramaros megye központja - Szatmárnémeti (102 411) - Resicabánya (73 282) - Zilah (56 202) - Lugos (40 361) - Máramarossziget (37 360) |

Lásd még: Erdély települései

#### Legnagyobb magyar népességű városok
|            | Helység            | Magyarok (2002) | Magyarok (2002) |
| száma (fő) | Helység            | aránya (%)      |                 |
| ---------- | ------------------ | --------------- | --------------- |
| 1          | Marosvásárhely     | 70 108          | 46,9            |
| 2          | Kolozsvár          | 60 287          | 19,0            |
| 3          | Nagyvárad          | 56 985          | 27,6            |
| 4          | Sepsiszentgyörgy   | 46 113          | 76,4            |
| 5          | Szatmárnémeti      | 45 298          | 39,3            |
| 6          | Székelyudvarhely   | 35 357          | 95,7            |
| 7          | Csíkszereda        | 34 359          | 82,7            |
| 8          | Temesvár           | 24 287          | 7,2             |
| 9          | Brassó             | 23 176          | 8,1             |
| 10         | Arad               | 22 492          | 13,0            |
| 11         | Nagybánya          | 20 466          | 15,0            |
| 12         | Kézdivásárhely     | 18 366          | 97,1            |
| 13         | Gyergyószentmiklós | 17 524          | 88,1            |
| 14         | Nagykároly         | 12 596          | 55,3            |
| 15         | Zilah              | 11 016          | 17,6            |
| 16         | Nagyszalonta       | 10 335          | 55,0            |

### Kivándorlás
1945 óta a tágabban vett Erdélyt több mint félmillió magyar, kb. 400 000 német (szászok és svábok) és 50 000, a holokausztot túlélt zsidó lakosa hagyta el, de nagyon sok román is kivándorolt nyugatra. Az 1989-es romániai rendszerváltás után a kivándorlás folytatódott, a magyarok elsősorban Magyarországot, illetve az elmúlt években már egyre inkább német nyelvű országokat választanak célpontjuknak. A románok kivándorlása is jelentős mértékű, 1989 óta mintegy 500 000 erdélyi román költözött nyugatra munkát vállalni, ők kezdetben főleg Spanyolországot és Olaszországot választották, ma már Európa szinte minden országában vannak erdélyi származásúak.

## Gazdaság
Erdély bizonyos területei Románia gazdaságilag legfejlettebb részeihez tartoznak.
| No. | Megye     | GDP per fő (2018) (EUR) |
| --- | --------- | ----------------------- |
| 1   | Bukarest  | 27,189                  |
| 2   | Temes     | 13,996                  |
| 3   | Constanța | 13,608                  |
| 4   | Kolozs    | 12,682                  |
| 5   | Brassó    | 11,908                  |

A terület ásványkincsekben gazdag (szén, vasérc, ólom, mangán, arany, réz, gáz, só és kén). A másik értékes nyersanyag a fa.
A fontos gazdasági tevékenységek közé tartozik a mezőgazdaság (állattenyésztés, borászat és gyümölcstermesztés), valamint az acél-, vegy- és textilipar.
Brassóban traktorokat, teherautókat, repülőgépeket gyártanak. Arad gépkocsi- és vasútikocsi-gyártása jelentős. Temesváron villamos- és mezőgazdasági gépipar, Kolozsvár, Marosvásárhely, Nagyszeben városaiban műszeripar, elektrotechnika, elektronika van jelen.

## Kultúra
A nemzetiségi és felekezeti megoszlás adataiból egyértelműen látszik, hogy a jelenkori Erdély egy sokszínű, multikulturális régiója Európának. Ez nem is csoda, hiszen itt találkoznak a közép-európai és a balkáni hatások, vallásilag pedig a katolikus, protestáns és ortodox kereszténység választóvonalában fekszik.

### Néprajzi régiók

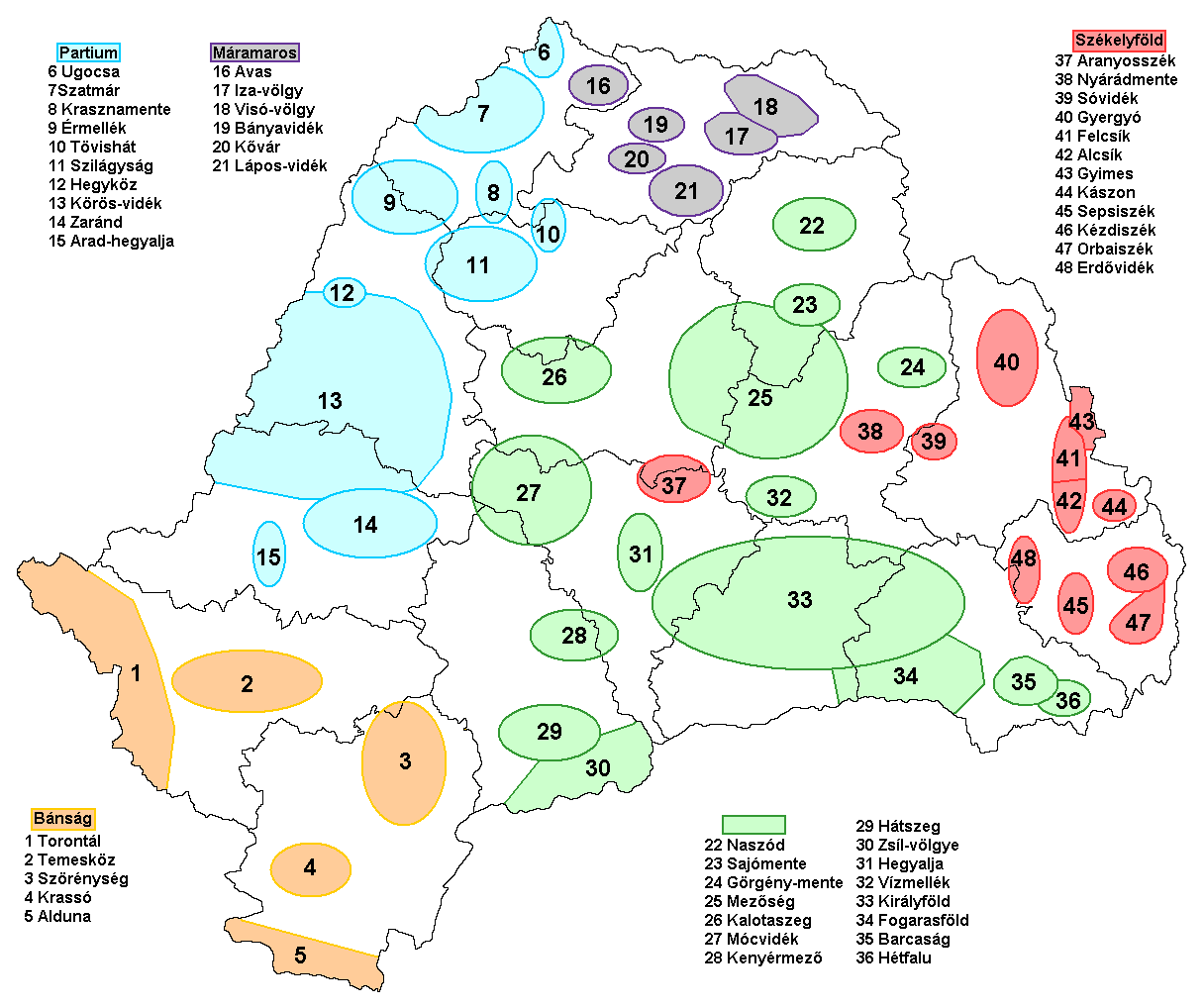
Erdély magyar etnográfiai régiói

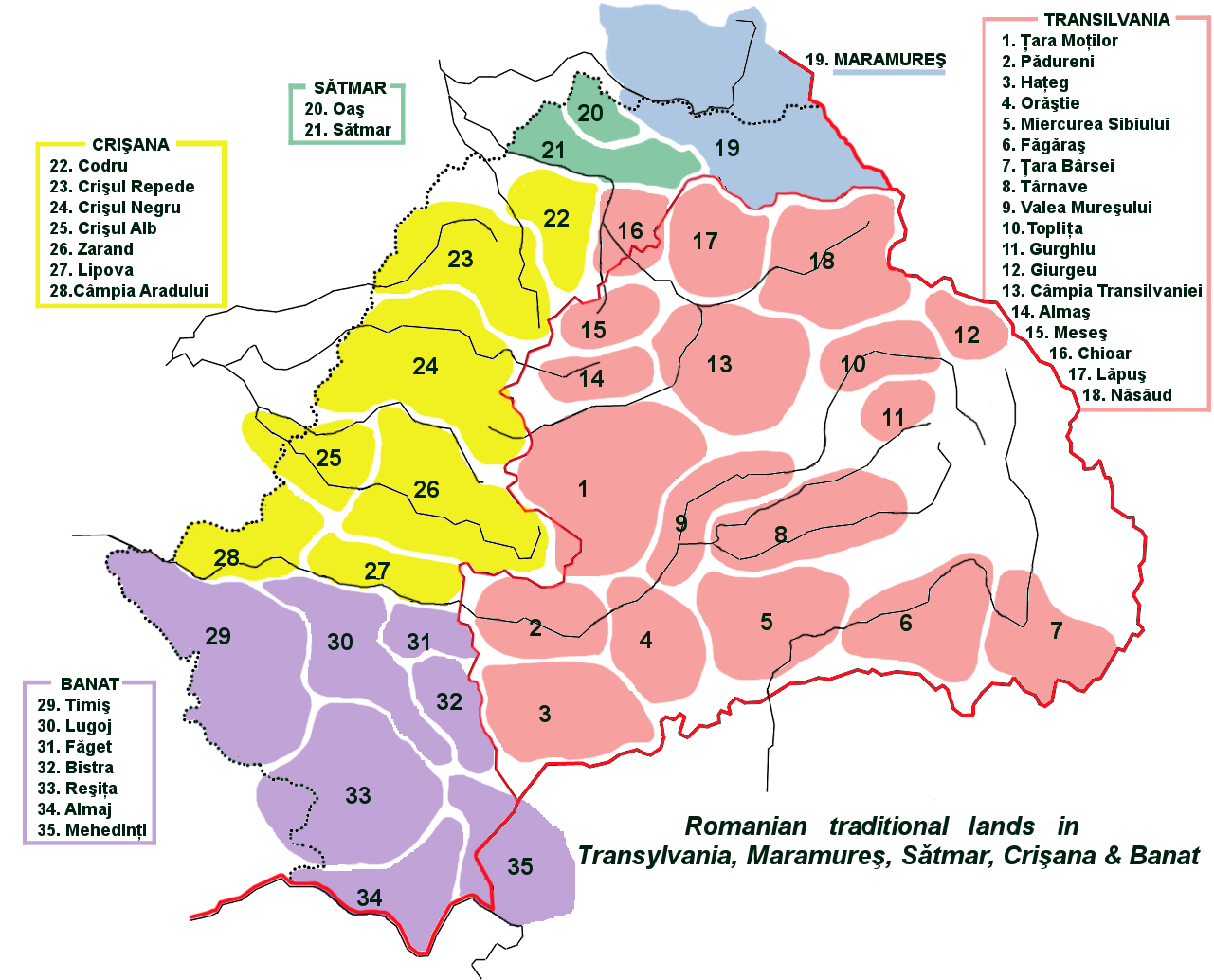
Erdély román etnográfiai régiói

| A tágabban értelmezett Erdély                        | A tágabban értelmezett Erdély | A tágabban értelmezett Erdély | A tágabban értelmezett Erdély | A tágabban értelmezett Erdély |
| Bánát                                                | Partium | Történelmi Erdély | Történelmi Erdély |                               |
| ---------------------------------------------------- | --- | --- | --- | ----------------------------- |
| Bánát                                                | Partium | | Székelyföld |                               |
| - Torontál - Temesköz - Szörénység - Krassó - Alduna | - Máramaros - Avasság - Iza-völgy - Visó-völgy - Bányavidék - Kővár - Lápos-vidék - Ugocsa - Szatmár - Krasznamente - Érmellék - Tövishát - Szilágyság - Hegyköz - Körösvidék - Zaránd - Arad-hegyalja | - Naszód - Sajómente - Görgény-mente - Mezőség - Kalotaszeg - Mócvidék - Kenyérmező - Hátszeg - Zsil-völgye - Hegyalja - Vízmellék - Királyföld - Fogarasföld - Barcaság - Hétfalu | - Aranyosszék - Marosszék - Nyárádmente - Udvarhelyszék - Sóvidék - Csíkszék - Gyergyó - Felcsík - Alcsík - Gyimes - Kászon - Háromszék - Sepsiszék - Kézdiszék - Orbaiszék - Bardóc és Miklósvár fiúszék - Erdővidék |                               |

### Kulturális és tudományos intézmények
A 19. században létrejött Erdélyi Múzeum-Egyesület (EME) erdélyi tudományos akadémiaként működött. 1874-ben adta ki az első saját tudományos folyóiratát Erdélyi Múzeum néven, aminek szerkesztője volt Brassai Sámuel is.
1885-ben alakult az Erdélyi Magyar Közművelődési Egyesület (EMKE), amely a népnevelés mellett, az erdélyi szórványmagyar vidékek problémáival is igyekezett foglalkozni.
A szászok önálló kulturális intézményekkel rendelkeztek. Ezek egy része, így a Brukenthal könyvtár is, Szebenben működött.

### Építészet
A jelenkori Erdély városaiban a dualizmus idején számos lenyűgöző épületet emeltek. Minden jelentősebb erdélyi városban városháza, vármegyeháza, vasútállomás, bírósági épület, gimnázium épült, amelyek jellegzetes arculatot adtak a századforduló városainak.
A művészeti élet központjaiban, Kolozsváron és Nagyváradon színház, Marosvásárhelyen Kultúrpalota épült.

#### Népi építészet
- Székelyföld építészete
- Kalotaszeg népi építészete
- Máramaros fatemplomai

### Képzőművészet
A városok közterein – a magyar állam támogatásából – a 19-20. század fordulóján számos magyar vonatkoztatású szobor épült. Ezek többségét elpusztították, ledöntötték az 1918-ban beözönlő román martalócok. Csak néhány köztéri szobor vészelte át csodával határos módon a pusztítást, közöttük Fadrusz János két híres alkotása, a kolozsvári Mátyás király emlékmű és a zilahi Wesselényi-szobor.

### Erdély a művészetekben
A magyar és a nemzetközi irodalom számos nagysága írt Erdélyről. Néhány mű:
- Jókai Mór: Erdély aranykora, Egy az Isten, Szegény gazdagok
- Móricz Zsigmond: Tündérkert – trilógia
- Tamási Áron: Ábel a rengetegben
- Jules Verne: Várkastély a Kárpátokban
- Wass Albert: Tizenhárom almafa (Részlet a regényből)
- Válogatott versek Erdélyről
- Bram Stoker híres regénye, a Drakula (Dracula), szintén Erdélyben játszódik.[72]

#### Magyar irodalom
A magyar irodalom számos nagy alakja született vagy tevékenykedett a tágabb értelemben vett Erdély területén, például Arany János, Kölcsey Ferenc, Kemény Zsigmond, Ady Endre vagy Gyulai Pál. A 19. században a magyar könyvkiadás egyharmada itt jelent meg. A régió városaiban számos nyomda működött.
A történelmi Erdély kulturális-irodalmi fővárosa Kolozsvár volt. 1880-ban itt jelent meg az Ellenzék politikai napilap, ami több mint fél évszázadon megszakítás nélkül volt publikálva. 1888-ban Kolozsváron jött létre az Erdélyi Irodalmi Társaság, melynek saját folyóirata volt, Erdélyi Lapok néven. Szerkesztője, munkatársa volt, többek között: Kőváry László, Brassai Sámuel, Benedek Elek, Bánffy Miklós. Ezzel egyidőben Marosvásárhelyen Tolnai Lajos megszervezte a Kemény Zsigmond Társaságot.
A Partium területén Nagyvárad a kiemelkedő, amely a 20. század elején már nemcsak virágzó kereskedelméről volt híres, hanem művészetpártoló lakosságáról is. Ady Endre itt újságíróskodott, verseskötetei jelentek meg itt. Szintén Nagyváradon jelent meg a Holnap című irodalmi antológia is.

#### Román irodalom
A román irodalom legjelentősebb erdélyi képviselői: Andrei Mureșanu, Liviu Rebreanu, Ioan Slavici, Lucian Blaga, Octavian Goga, George Coșbuc, Ion Agârbiceanu.

## Turizmus, látnivalók
Erdély Románia egyik turisták által leglátogatottabb régiója, köszönhetően a rengeteg középkori épületnek, templomnak, műemlékeknek és a természeti szépségeknek. A magyar állampolgárok évente több mint egymillió alkalommal keresik fel, viszont ennél jóval kisebb azoknak az aránya, akik turistaként jönnek a régióba. Számottevő még a nyugat-európai turisták száma is.
Románia világörökségi helyszínei közül Erdély területén találhatók a következők: Erdély erődtemplomos falvai, Dák erődítmények, Segesvár történelmi központja, illetve Máramaros fatemplomai.

## Híres személyek

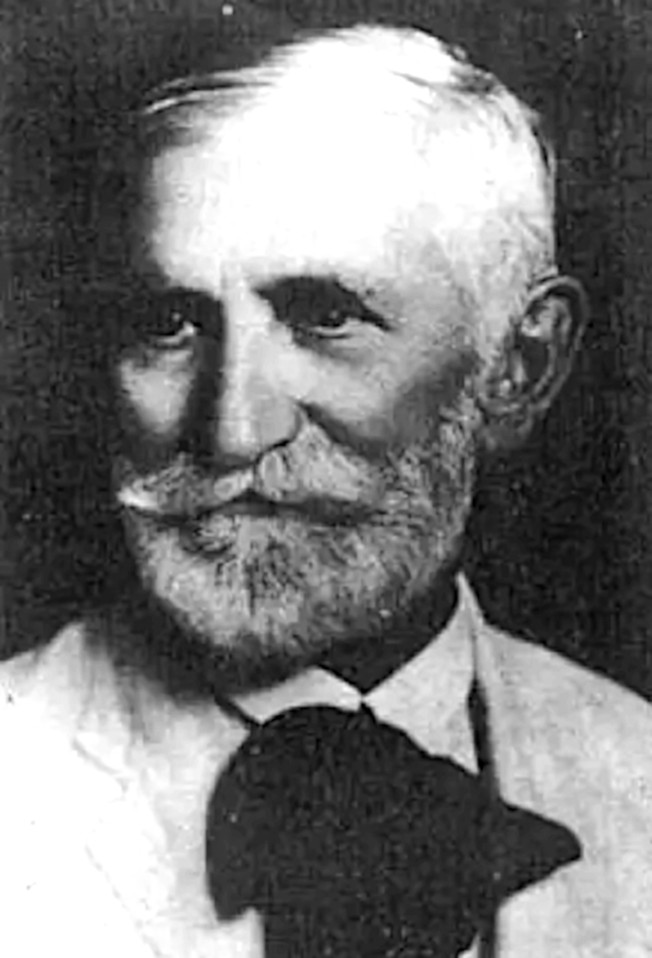
Benedek Elek, a „nagy mesemondó”

Márton Áron szobra Szászrégenben

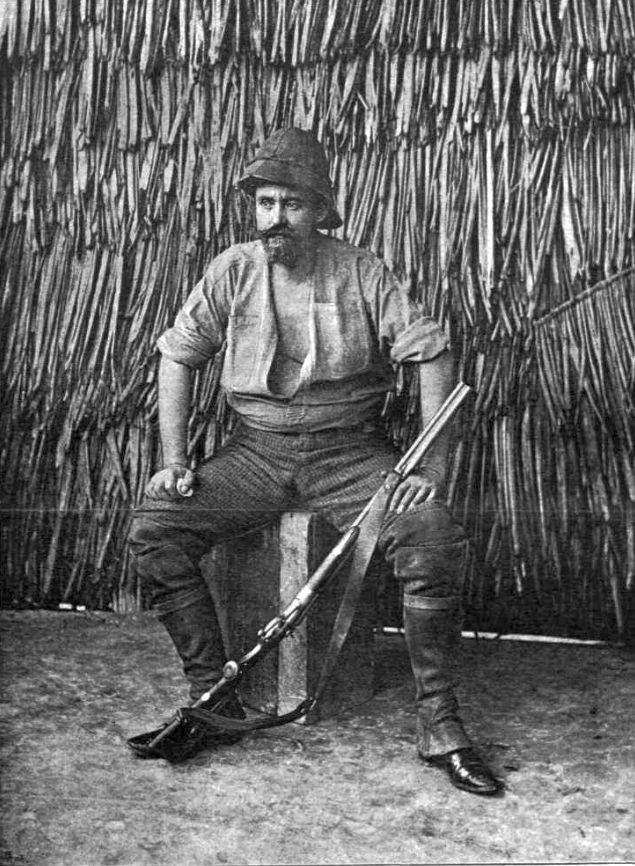
Teleki Sámuel, az Afrika-kutató gróf

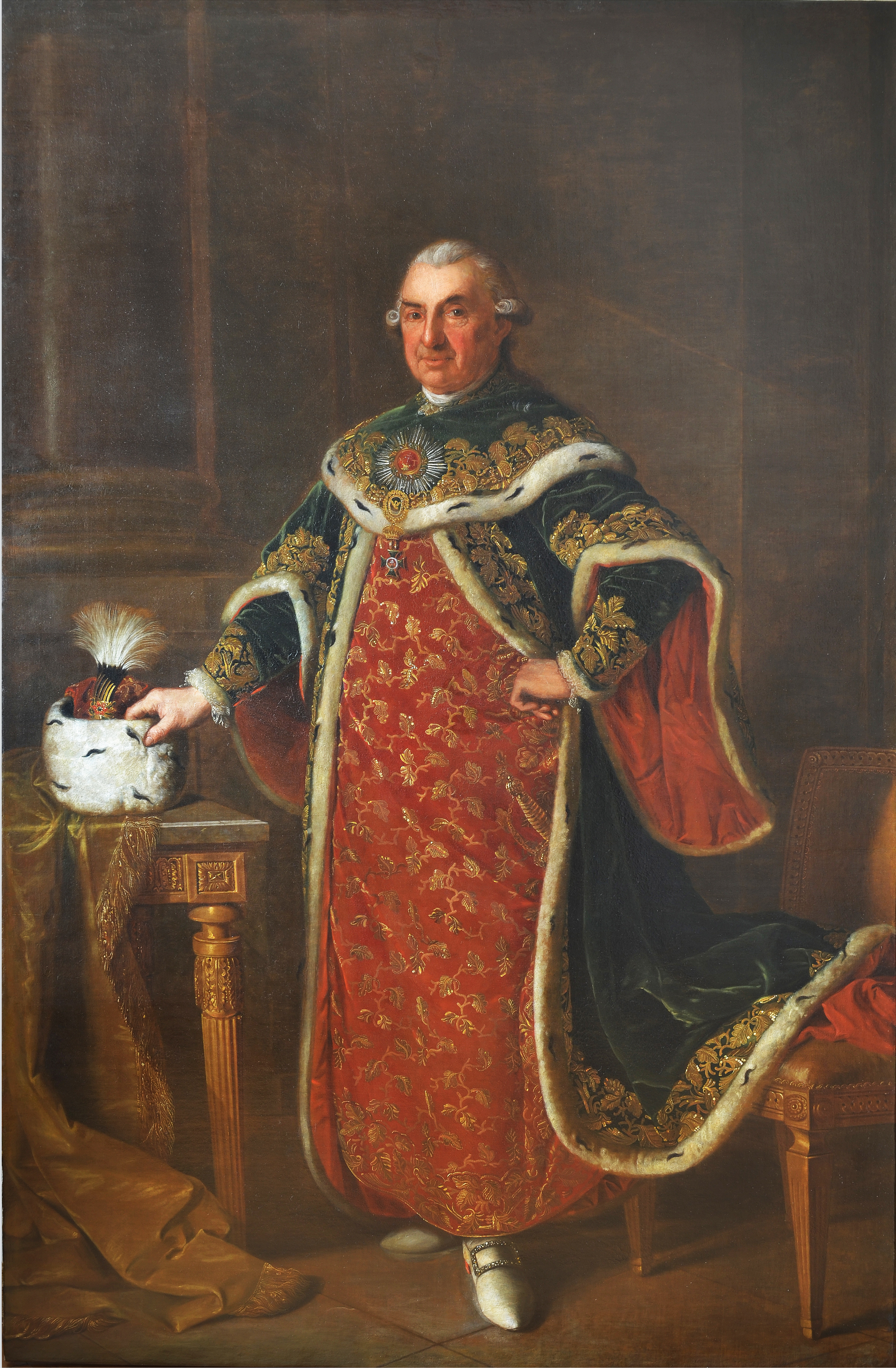
Brukenthal, Erdély kormányzója

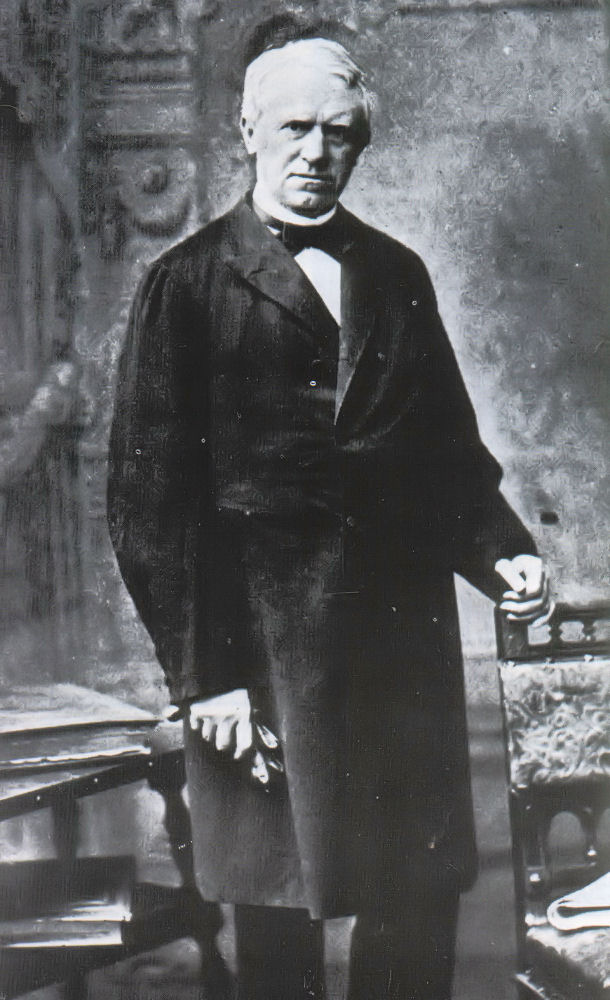
Georg Daniel Teutsch történész, püspök

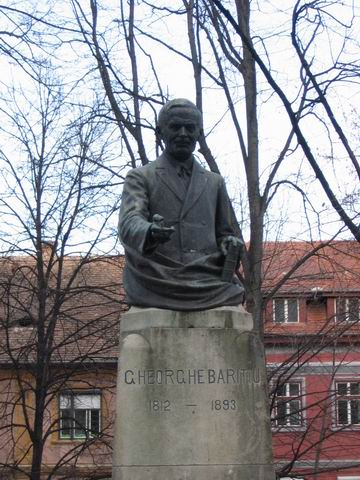
George Bariț, avagy Báricz György

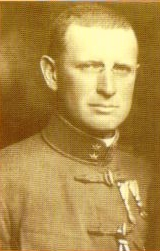
Maderspach Viktor

### Magyarok*
- Hunyadi János (Zimony, 1407 – Belgrád, 1456), román származású[73] erdélyi vajda, majd Magyarország kormányzója
- Hunyadi Mátyás (Kolozsvár, 1443 – Bécs, 1490) magyar király
- Báthori István (Szilágysomlyó, 1533 – Hrodna, 1586) erdélyi fejedelem, majd Lengyelország és Litvánia királya
- Báthory Zsigmond
- Székely Mózes
- Bocskai István
- Báthory Gábor
- Bethlen Gábor
- Bethlen István (Gernyeszeg, 1874 – Moszkva, 1946) Magyarország miniszterelnöke (1921–1931)
- Bethlen Kata
- Bocskai István

Lásd még: Erdélyi fejedelmek listája
- Ady Endre költő, újságíró
- Apáczai Csere János filozófus, pedagógus
- Áprily Lajos költő
- Bakfark Bálint (Brassó, 1507 – Padova 1576) zeneszerző és lantművész
- Bánffy Miklós író, festő, politikus és mecénás
- Benedek Elek (Kisbacon, 1859 – Kisbacon, 1929) író, „a nagy mesemondó”
- Bethlen Miklós író
- Bod Péter író, történész
- Bolyai Farkas matematikus
- Bolyai János (Kolozsvár, 1802 – Marosvásárhely, 1860) matematikus
- Bölöni Farkas Sándor író és utazó
- Bölöni László (Marosvásárhely, 1953–) labdarúgó
- Brassai Sámuel nyelvész és természettudós
- Dávid Ferenc, az unitárius vallás alapítója
- Bartók Béla (Nagyszentmiklós, 1881 – New York, 1945) zeneszerző és zongoraművész
- Cseres Tibor (Gyergyóremete, 1915 – Budapest, 1993) író
- Domokos Pál Péter (Csíkvárdotfalva, 1901 – Budapest) tanár, történész, etnográfus
- Dsida Jenő költő
- Eckstein-Kovács Péter (Kolozsvár, 1956) politikus, romániai parlamenti képviselő, volt miniszter
- Hervay Gizella költő
- Irinyi János, a zajtalan gyufa feltalálója
- Irinyi József, a márciusi ifjak egyike, a 12 pont megszövegezője
- Hunyady Sándor író
- Jósika Miklós író
- Kájoni János énekköltő*
- Kányádi Sándor költő
- Karácsony Benő író
- Kemény Zsigmond író
- Keresztes Ildikó énekesnő, színésznő
- Kölcsey Ferenc (Sződemeter, 1790. augusztus 8. – Szatmárcseke, 1838. augusztus 24.) költő, politikus és nyelvújító
- Kőrösi Csoma Sándor
- Kós Károly (Temesvár, 1883 – Kolozsvár, 1977) építész, író, grafikus, könyvtervező, szerkesztő, könyvkiadó, tanár, politikus
- Kriza János néprajztudós
- Kun Béla (Szilágycseh, 1886 – 1938/1939), a Magyarországi Tanácsköztársaság vezetője
- Kurtág György (Lugos, 1926) zeneszerző
- Ligeti György (Dicsőszentmárton, 1923 – Bécs, 2006) zeneszerző
- Maderspach Viktor (Iszkrony, 1875 – Budapest, 1941), mérnök, sportoló, vadászati szakíró
- Makkai Sándor író
- Moyses Márton mártír költő
- Markó Béla (Kézdivásárhely, 1951) író, politikus, pártelnök, Románia miniszterelnök-helyettese
- Márton Áron (Csíkszentdomokos, 1896 – Gyulafehérvár, 1980) az Erdélyi Katolikus Egyház püspöke
- Mikes Kelemen író
- Misztótfalusi Kis Miklós nyomdász
- Nyirő József író
- Nyulas Ferenc orvos, kémikus
- Orbán Balázs író
- Páskándi Géza költő
- Prohászka Lajos (Brassó, 1897 – Budapest, 1963) a kultúrfilozófia és a neveléstudomány művelője
- Rajhona Ádám (Marosvásárhely, 1943 – Budapest, 2016) színész, szinkronszínész
- Rajk László (Székelyudvarhely, 1909 – Budapest 1949), 1946–1949 között Magyarország belügy-, majd külügyminisztere
- Reményik Sándor költő
- Sütő András (Pusztakamarás, 1927 – Budapest, 2006) Kossuth-díjas író
- Szamosközy István történetíró
- Szilágyi Domokos költő
- Szilágyi István (Kolozsvár, 1938) író
- Tamás Gáspár Miklós (Kolozsvár, 1948) filozófus
- Tamási Áron (Farkaslaka, 1897 – Budapest, 1966) Kossuth-díjas író
- Teleki Sámuel (Gernyeszeg, 1739 – Bécs, 1822) erdélyi kancellár, a marosvásárhelyi Teleki Téka alapítója
- Teleki Sámuel (Sáromberke, 1845 – Budapest, 1916) utazó, felfedező
- Tőkés László (Kolozsvár, 1952) református püspök, pártelnök, romániai parlamenti és európai uniós képviselő
- Vastag Ferenc ökölvívó
- Venczel József (Csíkszereda, 1913. november 4. – Kolozsvár, 1972. március 16.) társadalomkutató, egyetemi tanár, közíró; meghatározó személyisége a két világháború közti erdélyi magyar szociológiának
- Wass Albert (Válaszút, 1908 – Astor, Florida, 1998) író
- Werbőczy István (1458 körül – Buda, 1541. október 13.); királyi ítélőmester, királyi személynök, majd Magyarország nádora
- Wesselényi Miklós (Zsibó, 1796. december 30. – Pest, 1850. április 21.) reformkori politikus, az „árvízi hajós”

### Románok*
- Drágos Vajda / Dragoș Vodă (XIV. század) – máramarosi vajda, Moldva első uralkodója
- Oláh Miklós / Nicolaus Olahus (1493–1568) – humanista író, érsek, királyi helytartó
- Coresi diakónus (? – Brassó, 1583) – román nyomdász, fordító, könyvkiadó
- Inocențiu Micu-Klein – görögkatolikus püspök
- Vincențiu Babeș – politikus, publicista
- George Bariț – történész, újságíró
- Lucian Blaga – költő, kimagasló kultúrember
- Aurel Vlaicu – mérnök, a repülés úttörője
- Ioan Bob – püspök, nyelvész
- Alexandru Borza – botanikus, szerzetes
- Ioan Budai-Deleanu – író, történész (felvilágosodás)
- Kájoni János* (Ion Căianu) – énekszerző, zenegyűjtő, kódexíró
- Emil Cioran – filozófus, író
- Corneliu Coposu – politikus
- Timotei Cipariu – nyelvész, filozófus
- Simion Bărnuțiu – újságíró, politikus
- Doina Cornea – költőnő. ellenzéki személyiség
- Iuliu Hațieganu – orvos, egyetemi tanár
- Emil Isac – költő, publicista
- Samuel Micu Klein – történész, nyelvész, teológus
- Petru Maior – pap, történész, nyelvész
- Avram Iancu – forradalmár, politikus
- Victor Babeș (1857–1924) – mikrobiológus, egyetemi tanár
- George Coșbuc – (1866–1918) költő, író
- Liviu Rebreanu – író
- Ioan Slavici – író
- Gheorghe Șincai – történész, nyelvész, fordító
- Nicolaie Bretan – operaénekes, rendező, zeneszerző
- Cornel Țăranu – zeneszerző, karmester
- Ion Țiriac – teniszező, üzletember
- Iosif Vulcan – író, szerkesztő
- Iuliu Maniu – politikus, miniszterelnök
- Eftimie Murgu – író
- Alexandru Mocsonyi – politikus
- Octavian Goga – író, költő, miniszterelnök

### Németek
- Arthur Albert Arz (Nagyszeben, 1857. június 16. – Budapest, 1935. július 1.) szász származású magyar királyi és császári katonatiszt
- Bakfark Bálint (Brassó, 1506. augusztus 15.? – Padova, 1576. augusztus 22.?) zeneszerző, reneszánsz muzsikus
- Samuel von Brukenthal (Újegyház, 1721. július 26. – Nagyszeben, 1803. április 9.) Erdély kormányzója
- Carl Filtsch (Szászsebes, 1830. május 28. – Velence, 1845. május 11.) zeneszerző és zongoraművész
- Goblinus (?) katolikus egyházi személyiség
- Georg Greus (?) nyomdász
- Josef Haltrich (Szászrégen, 1822. július 22. – Segesvár, 1886. május 17.) történész, néprajzkutató, tanár és evangélikus lelkész
- Johann Hedwig (Brassó, 1730. december 8. – Lipcse, 1799. február 18.) orvos és természettudós
- Heltai Gáspár (? – Kolozsvár, 1574) német származású magyar író, nyomdász
- Johann Martin Honigberger (Brassó, 1795. március 10. – Brassó, 1869. december 18.) orvos, gyógyszerész, orientalista
- Johannes Honterus (1498, Brassó, – 1549. január 23., Brassó) humanista és reformátor
- Klaus Johannis (1959. június 13., Nagyszeben –) 2000-től Nagyszeben polgármestere. 2002-től az Romániai Német Demokrata Fórum elnöke. 2014-től Románia köztársasági elnöke
- Kövess Hermann (Temesvár; 1854. március 30. – Bécs, 1924. szeptember 22.) szász származású magyar báró, a Osztrák–Magyar Monarchia utolsó fegyveres csapatainak főparancsnoka
- Michael Lassel (Szászludvég 1948. december 19.) festőművész
- Samuel Joseph Maetz (Holcmány, 1760 – Berethalom, 1826) orgonaépítő mester
- Adolf Meschendörfer (Brassó, 1877. május 8. – Brassó, 1962. július 4.) író
- Herta Müller (Niczkyfalva, 1953. augusztus 17. –) sváb származású német írónő, 2009-től irodalmi Nobel-díjas
- Hermann Oberth (Nagyszeben, 1894. június 25. – Nürnberg, 1989. december 28.) fizikus, az űrkutatás egyik úttörője
- Hieronymus Ostermayer (? – 1561) krónikaíró, orgonista
- Georg von Reicherstorffer (Nagyszeben, 1495. k. – Prossnitz, 1554 k.) történetíró
- Daniel Roth (Nagyszeben, 1801. december 22. – Jászvásár, 1859. augusztus 25.) evangélikus lelkész, orvos és író
- Georg Scherg (Brassó, 1917. január 19. – 2002. december 20.) író, költő, drámaíró, műfordító
- Georg Daniel Teutsch (Segesvár, 1817. december 2. – Nagyszeben, 1893. július 2.) történész, evangélikus püspök

*Megj. A személyiségek közül néhányan vegyes etnikai eredetűek, így esetenként kétszer is fel lettek tüntetve, vagy megjegyzésként megjelenik a neve után.

### Könyvek, kiadványok
- Erdély rövid története. Főszerk. Köpeczi Béla. Budapest: Akadémiai. 1993. 2. kiadás. ISBN 963 05 5959 5
- Szamosközy István: Erdély története (1598–1599, 1603). Debrecen: Európa. 1981.  ISBN 963-07-2417-0
- Sayous, Edouard, 1842–1898;, Dolenecz, J; Sayous, André-E. (André-Emile), b. 1873. Histoire générale des Hongrois (francia nyelven). Budapest : "Athenaeum", soc, anon.; Paris : F. Alcan, 642. o. [1900] (2008. június 10.). Hozzáférés ideje: 2015.

### Weblinkek
- Kristó Gyula: A multikulturális Erdély középkori gyökerei
- Erdélyi magyar adatbank
- Erdélyi helységnévszótár
- A 150 legnagyobb magyar lélekszámmal bíró település adatlapja
- Erdélyi netkatalógus
- Török Enikő: Erdély-térkép, amely „a kormányra nézve valóságos kincset képezett” (2022) MNL OL – A hét dokumentuma rovat

#### Filmek
- Erdélyi Túrák: Erdély! – Siebenbürgen, Transylvania, Transylvanie, Transilvania, Ardeal, Siedmiogród, Трансильвания. YouTube. (Hozzáférés: 2022. április 14.)
- YouTube kanális: Erdély és Székelyföld. YouTube. (Hozzáférés: 2022. április 14.)

### Demográfia
- A népesség tagolódása a dualizmusig Archiválva 2016. március 3-i dátummal a Wayback Machine-ben
- Erdély lakosságának természetes szaporodási folyamatai európai kontextusban az ezredfordulón (Veres Valér)

### Utazások
- Pavol Križko 1888: Cesta do Sedmohradska. Turócz-Szent-Márton